# Construction métallique
Cet article concerne le domaine de la construction. Pour la discipline artistique, voir structures métalliques.

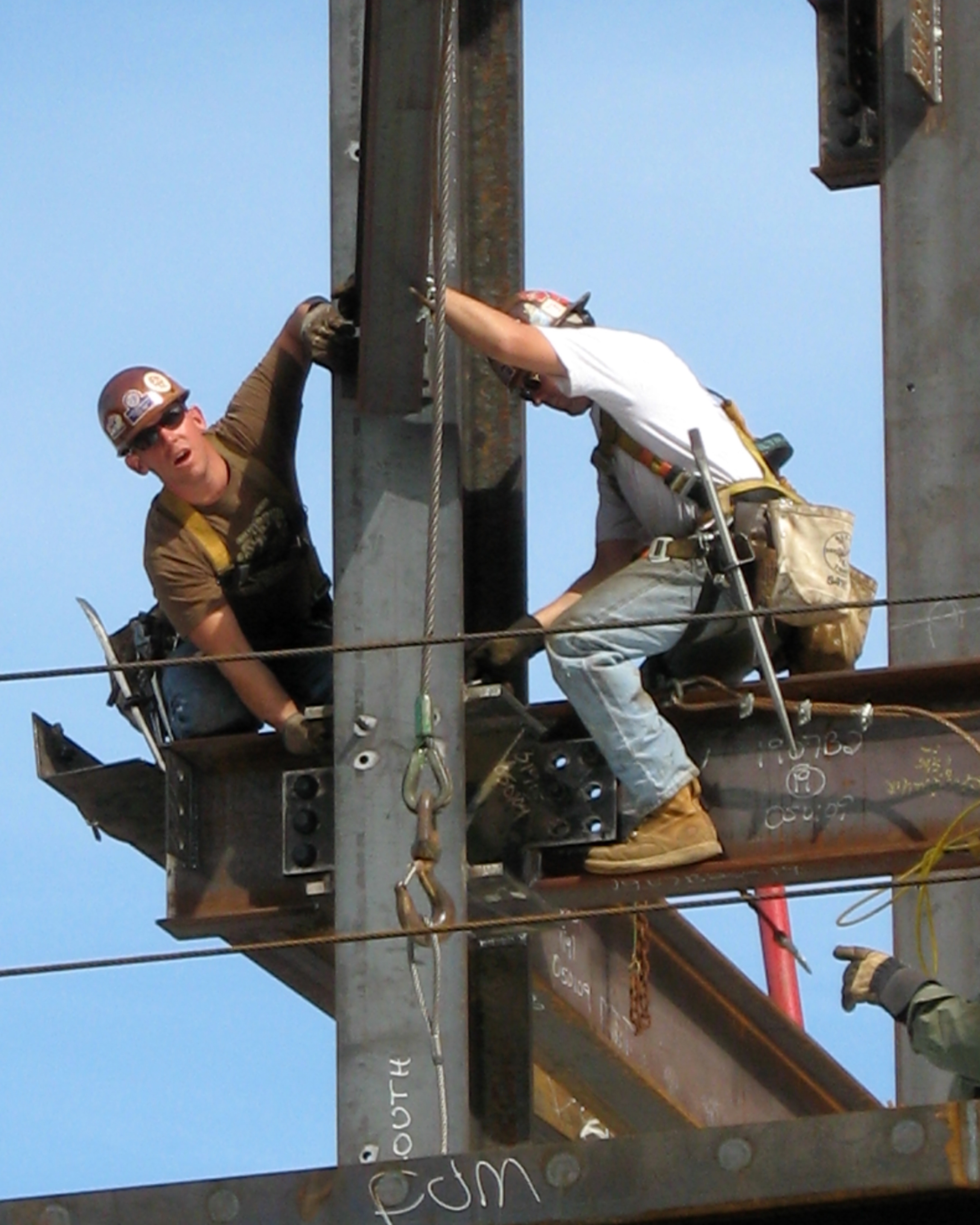
Ouvriers de la construction métallique

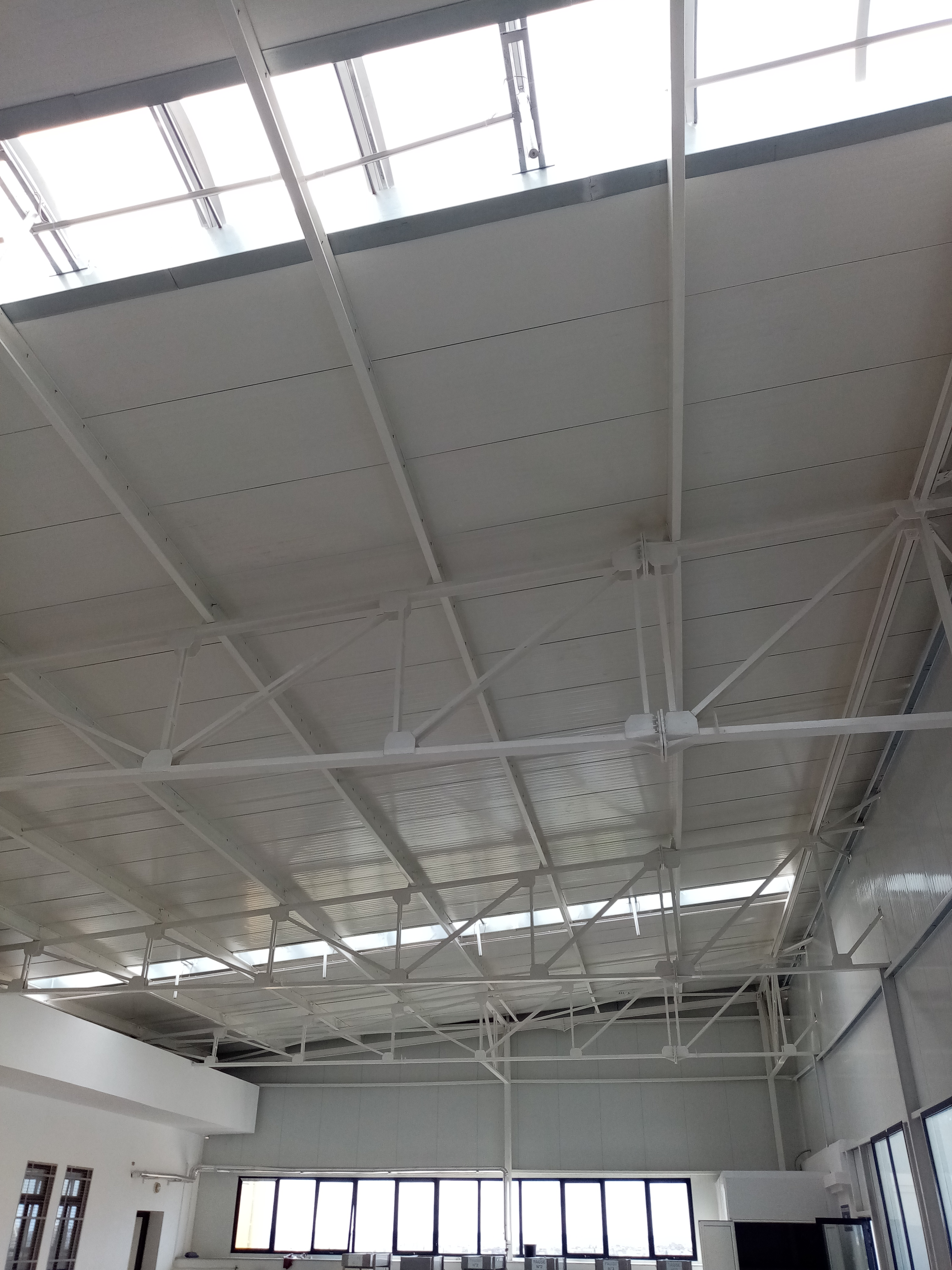
Une charpente métallique est une structure généralement en acier. Composée d’éléments usinés en atelier et assemblés sur le chantier, elle constitue une alternative économique et pratique à la construction traditionnelle. Elle nécessite cependant un certain nombre de compétences techniques pour sa conception, ce qui peut expliquer qu’elle ait longtemps été réservée aux sites industriels et aux bâtiments de grande ampleur. Aujourd’hui, la charpente métallique commence à s’implanter dans la construction de logements et de maisons individuelles, où elle permet la réalisation d’une grande variété de formes.

La construction métallique est un domaine de la construction, mais aussi de la mécanique ou du génie civil qui s'intéresse à la construction d'ouvrages en métal et plus particulièrement en acier.
Le fer et l'acier dans la construction sont longtemps utilisés de manière marginale, avant les développements et progrès de la métallurgie, liés à la révolution industrielle. La construction fait alors un usage intensif des produits présentés dans le catalogues des fonderies.
L'acier ne trouvera pas immédiatement ses lettres de noblesse et servira dans la construction des charpentes, caché derrière une façade qui demeurera en pierre.
Fin XIXe siècle, quelques ingénieurs, architectes et plasticiens font toutefois l'effort de regarder plus loin les possibilités offertes par le matériau.

## Histoire
Le métal a été dans un premier temps travaillé comme de la pierre. Les premiers métaux reconnus par l’homme comme différents de la pierre, le cuivre et l’or, ont été trouvés dans la nature à l’état de métal et non de minerai. Parmi ces métaux natifs, le plus anciennement utilisé (en Anatolie au VIIe millénaire av. J.-C.) est le cuivre. Une riche collection d’objets en or datant du Ve millénaire av. J.-C.a été découverte à Varna (Bulgarie) et, par ailleurs, quelques rares objets du Ve millénaire av. J.-C. également, en fer natif probablement météoritique, ont été mis au jour en Iran. De nouvelles propriétés du cuivre sont par la suite reconnues telles la malléabilité, la fusion du métal pur avec ses applications dans le moulage, la fusion réductrice qui permet d’obtenir le métal à partir de son minerai, et le recuit qui homogénéise le métal dans sa masse. La métallurgie à ses débuts n’était guère plus encombrante ni polluante qu’un atelier de potier et ces ateliers se trouvaient aussi bien dans des maisons que dans des quartiers spécialisés. Les essais effectués soit à Göltepe avec le minerai de Kestel enrichi en cassitérite, soit à Arslantepe avec un minerai sulfuré complexe indiquent qu’une température de l’ordre de 1 200 °C peut être atteinte dans le creuset où le minerai est mélangé à du charbon de bois, ce qui est suffisant pour faire fondre le cuivre (1 084 °C).
C'est à partir du second Âge du Fer qu'une industrie sidérurgique se développe véritablement en Europe. Le fer, dont la température de fusion de 1 535 °C ne peut être atteinte par les bas fourneaux, est obtenu par cinglage d'une quantité de minerai dans un état intermédiaire, la loupe, pour en extraire les scories. Des inclusions de fiches en fer ont été découvertes dans le murus gallicus celtique. Les premières productions métallurgiques sont marginales par rapport à l'industrie lithique et céramique et intéressent très peu la construction si ce n'est pour les outils. Pour les outils et les armes, les premiers exemples ont des formes qui reproduisent les modèles en pierre, os, céramique et coquillage. Ils se sont substitués aux objets réalisés dans ces matériaux après que les avantages des métaux, essentiellement les alliages cuivre-arsenic et cuivre-étain, ont été reconnus, soit au stade de la fabrication (rapidité d’exécution, facilité du moulage et de l’obtention de petites séries, réparations possibles, réutilisation du métal), soit du fait des qualités propres du matériau (robustesse, dureté et tranchant des armes). L’aspect extérieur du bronze, argenté pour celui à l’arsenic et doré pour celui à l’étain, a été de plus probablement apprécié non seulement pour les bijoux mais aussi pour les outils et les armes cérémoniels.
Le bronze participe à la décoration du temple de Salomon vers -1000 et les colonnes Jakin et Boaz, coulées par Hiram, alimenteront bien plus tard la symbolique maçonnique. Les Égyptiens, les Grecs, et jusqu'aux Celtes feront usage de crampons en fonte dans le Grand appareil. Quelques inventions sont déterminantes, telles la scie pour l'industrie du bois et de la pierre, les premières canalisations dans le complexe du Temple mortuaire de Sahourê (Ve dynastie) en Basse Égypte, l'usage ancien des métaux dans les pièces d'usure tels les pistons pour les premières pompes hydrauliques par Ctésibios et Philon de Byzance, les pivots des premières machines - histoire des grues. L'utilisation structurelle la plus importante du fer dans l'Orient médiéval concerne de nombreuses grandes et petites poutres en fer forgé dans les temples hindous à Puri et Konarak en Odisha (Inde, XIIIe siècle). Dans l'Europe médiévale, les architectes byzantins adoptent des tirants de fer exposés pour contenir les poussées des arcs de maçonnerie et des voûtes. Le Moyen Âge européen fera usage de chaînes en fer coulées dans les maçonneries, d'où est issu le terme technique de « chaînage ». Les plaques de cheminée sont un débouché de choix pour la fonte brute. Un traité de serrurerie par Mathurin Jousse en 1627 décrit les procédés employés par les ouvriers du Moyen Âge. Mais il faut attendre la fin du XVIIIe siècle pour que se développe l'usage structurel et intensif du bronze, du fer forgé et de l'acier.
En Angleterre, du fait de la pénurie de bois, Abraham Darby, fondeur et métallurgiste à Coalbrookdale a l'idée de remplacer le charbon de bois par du charbon de houille, le coke. Il obtient ver 1750 un fer forgeable, utilisant ce procédé. Différentes découvertes, dont celle de Benjamin Huntsman, un horloger de Sheffield, permettent de produire des aciers dont la qualité ne cesse de s'améliorer. Les guerres, sont des vecteurs de développement puissant de l'industrie, celle de Sept Ans favorisant des installations telles celle de John Wilkinson.
Au début du XIXe siècle, l'essor de la production d'acier modifie de manière fondamentale la manière de construire, car la construction était jusque-là limitée par l'utilisation du bois et de matériaux exclusivement sollicités à la compression, telles la pierre ou la brique. L'usage de l'acier permet tout à coup de construire des bâtiments aux performances structurelles inégalées. Le fer est à la fois un matériau dur, plastique, élastique et ductile; il est façonnable, fléchit, se contracte ou se dilate sans se rompre. Laminé, il devient profilé: il prend la forme de barres, de plaques, de tôles, de tringle ou de fils. Ceux-ci sont assemblés par rivet, à chaud ou à froid, en atelier ou sur chantier. L'organisation en treillis multiplie les possibilités constructives (la tour Eiffel les multiplie à l'envi). Entre 1850 et 1915, on utilise simultanément, fer puddlé et acier).
L'utilisation du fer, de la fonte et de l'acier dans des ossatures porteuses se fait en trois étapes:
- L'ère dite de la fonte (1780-1850), qui débute avec la généralisation du haut fourneau au coke. Un exemple de l'architecture en fonte est la Halle au blé à Paris, restauration d'une ancienne charpente en bois qui avait brûlé, par François-Joseph Bélanger, constituée de fines membrures en fonte ;
- L'ère du fer forgé (1850-1900), qui remplace progressivement la fonte grâce à la mise au point du puddlage ;
- L'ère de l'acier (de 1880 à nos jours), qui succède au fer, avec la mise au point du convertisseur.

L'industrie de l'aluminium ne se développera véritablement qu'à la fin du XIXe siècle

### Le fer et la serrurerie

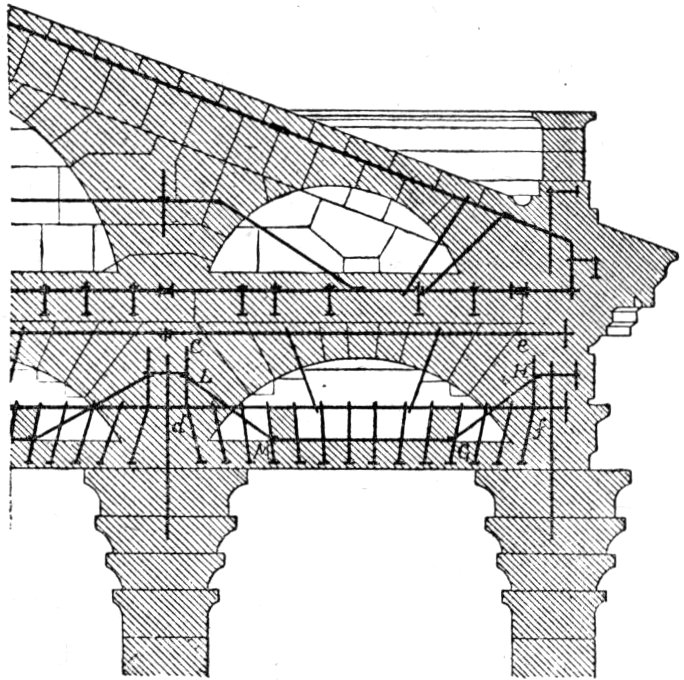
Pierre armée, Panthéon de Paris

Les quantités traitées de fer produites dans un premier temps étaient modestes et ne permettait que la confection d'objets de taille limitée, dans la construction, des éléments d'assemblage ou de renfort, ainsi que les serrureries qui ont donné le nom à la discipline qui s'occupe des objets manufacturés en fer, la serrurerie. L'étampage qui consiste à frapper le métal chauffé dans une forme en fer lui conférait éventuellement une résistance plus importante.
Au Moyen Âge, l'emploi de soufflantes permet d'augmenter la température de la fonte, qui liquéfiée peut être introduite dans des moules et ainsi produire des barres. Celles-ci étaient refondues et introduites dans de nouveaux moules pour produire les éléments désirés. Avant la révolution industrielle le fer n'est donc employé que de manière marginale sous forme d'ancres, d'agrafes, de chaînes, de grilles. Certains bâtiment gothiques ne tiendraient pas sans l'usage de tirant dissimulés dans la maçonnerie. Au Panthéon, des pièces métalliques viennent suppléer à la faiblesse des éléments de structure en pierre (Pierre armée).
Avec la révolution industrielle, la production des pièces en fer, en fonte et en acier se déplace des ateliers des forgerons, vers les ateliers des usines sidérurgiques (La Société anonyme John Cockerill, par exemple, en 1842 se répartit en cinq divisions: houillères; minières; fonderie; fabrique de fer; la cinquième étant les ateliers de construction qui totalisent 4 200 ouvriers. On y fabrique de tout: machines à vapeur, chaudières, ponts, navires en fer et de tout ce qui s'y rattache, métiers mécaniques pour filature et tissage, de cardes, tondeuses, broches, outils , etc.) Des accessoires et éléments de décoration, des colonnes et poutrelles en fonte  sont fabriqués de manière standardisée et en continu. La conception d'un bâtiment passe par la connaissance du catalogue des fonderies. Le "Traité théorique et pratique de l'art de bâtir" (1817) de Jean-Baptiste Rondelet est une source d'information  sur l’émergence de l'acier dans la construction et un état des connaissances en serrurerie avant que cette mutation ne se produise. Rondelet esquisse pour l'acier un avenir dans les charpentes: L'acier se rapproche en effet très fort du bois dans ses propriétés élastiques.

### Caractérisation des matériaux

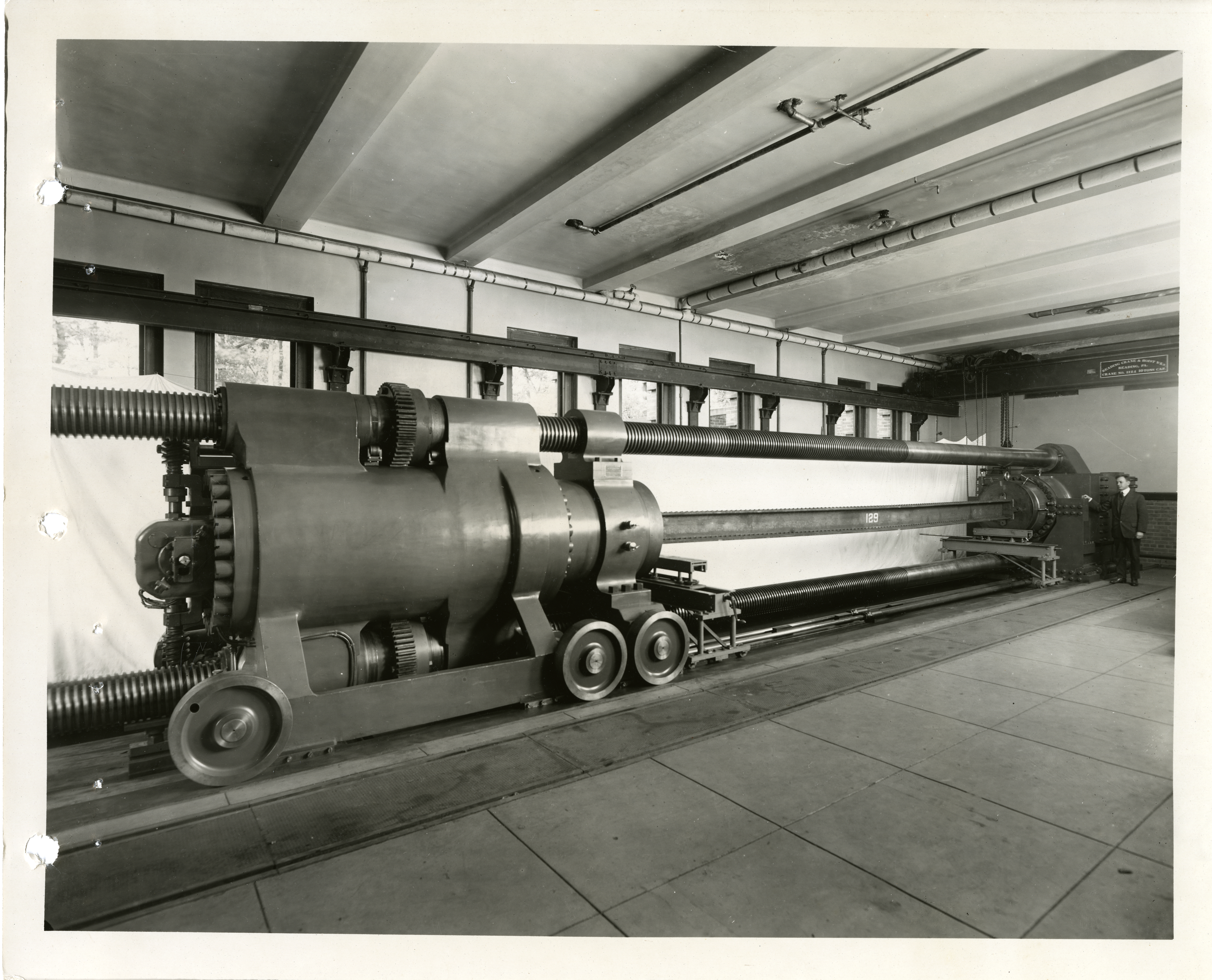
La machine de test Emery avait une capacité de 2300000 livres de compression et 1150000 livres de traction et pouvait accueillir des spécimens jusqu'à 30 pieds de longueur. Les avantages de la machine d'essai horizontale étaient qu'il simplifiait l'application de charges latérales dans les essais de colonnes, rendait l'examen des spécimens plus facile et compensait la nécessité de pièces élevées. La poutre se trouve ici en compression

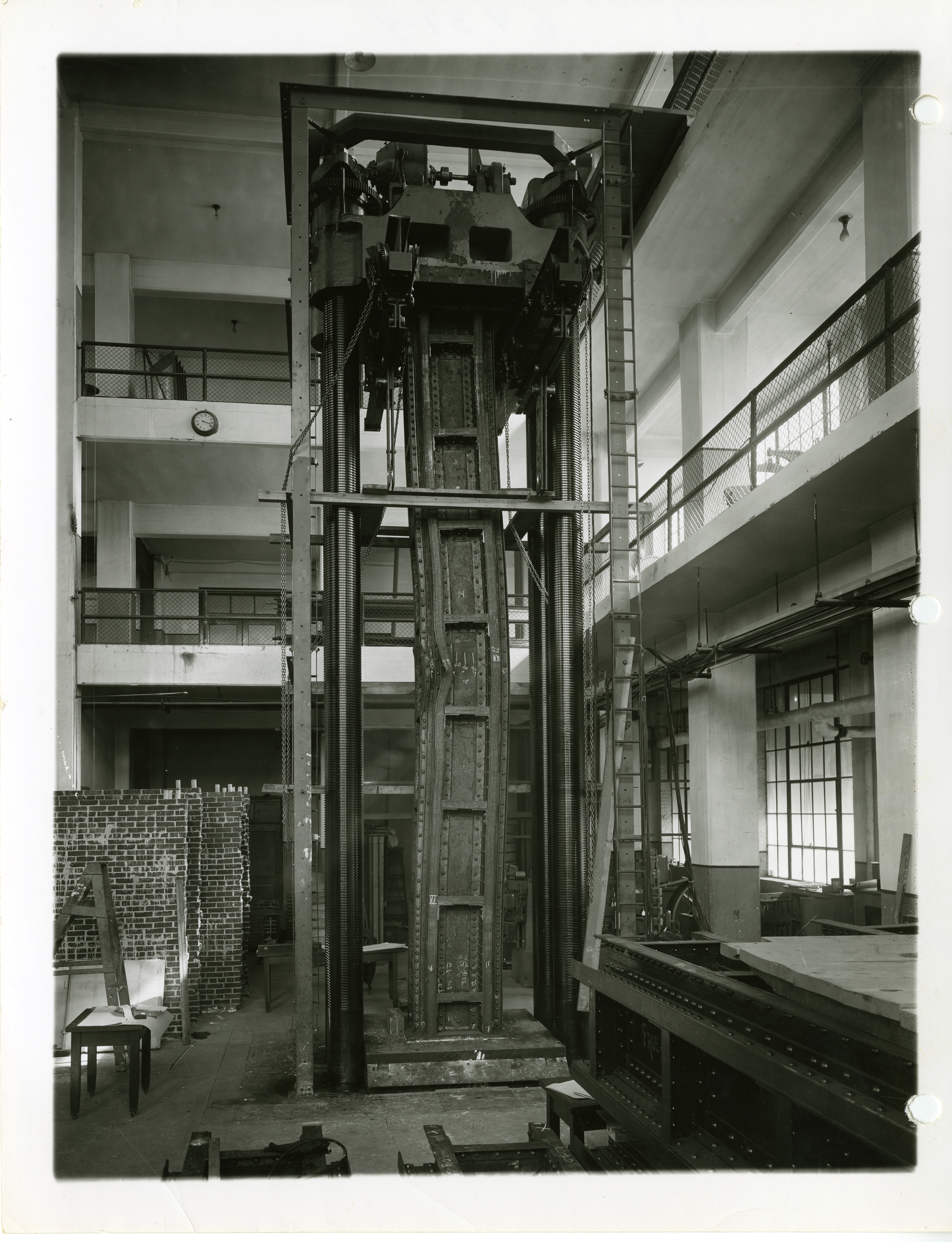
Essais de colonnes d'un pont sur l'HudsonNew York

Fin XVIIe siècle, début XVIIIe siècle, l'idée d'une physique mécaniste prend le pas sur celle philosophique héritée d'Aristote. La science physico-mathématique progresse et les ingénieurs accumulent les expériences sur la force des bois, de la pierre et du métal. Décelables dès 1825-1830 dans le domaine du génie civil et de la construction, les premiers symptômes de l'industrialisation, la multiplication des théories physico-mathématiques et des objets d'application: machines à vapeur, ponts suspendus, chemins de fer semblent s'opposer à la constitution d'un corpus de connaissances unitaire.
On fait sur la résistance des matériaux, et plus particulièrement sur celle du fer, un grand nombre d'expériences parmi lesquelles on doit distinguer celles de Georges-Louis Leclerc de Buffon (1707-1788) qui fait en 1768 installer une forge sur sa propriété dont la finalité est l'étude du matériau. Les coefficients d'élasticité du fer et de l'acier ont été étudiés par Charles-Augustin Coulomb (1736-1806), Alphonse Duleau,), Pehr Lagerhjelm (sv), Thomas Tredgold (en) , Peter Barlow, Thomas Young, John Rennie, Franz Josef von Gerstner, Marc Seguin), Émile Martin, Henri Navier) , etc. C'est à Guillaume Wertheim (1815-1861) que l'on doit les principales expériences sur l'allongement.
En 1806, l'officier de la Royal Navy Samuel Brown (1776-1852) substitue aux câbles de fibre végétale des vaisseaux, des chaînes en fer. La société qu'il fonde fournira toutes les chaînes de la Royal Navy jusqu'en 1916. De cette application du fer datent en Angleterre une foule de recherches et d'expériences sur la force et la traction du fer et sur ses diverses qualités, quelquefois sur des échelles presque gigantesque, mises aussitôt à profit pour la construction des ponts suspendus par des chaînes. Les ponts suspendus, constituent probablement l'un des premiers types de construction entièrement calculables. Après les expériences de James Finley en 1801, Henri Navier, en 1826, le pont suspendu de Menai (Menai Bridge) par Thomas Telford est une totale réussite. Un pont suspendu classique est impossible en France du fait de la qualité médiocre des chaînes; Marc Seguin pour un pont suspendu, la passerelle de Saint-Antoine, en 1823 propose l'emploi de faisceaux de fils de fer. Les câbles en fil de fer succèdent aux chaînes. La consommation de câbles de traction en acier à partir du milieu XIXe siècle est énorme et vise les domaines d'utilisation aussi divers que le levage dans les puits de mine et sur plans inclinés, les haubans des derricks, cheminées, les manœuvres dormantes des navires; les caténaires de tramway, le transport par câble , etc.
D'autres expériences sont réalisées sur les rails de chemins de fer, les tôles employées dans de nouveaux profils tubulaires, dans les chaudières et les conduites.

## La fonte
La différence physique entre la fonte et le fer tient à la teneur en carbone. Le fer est laminé et forgé dans les usines métallurgiques en profilés dont la finalité est d'être combinés et assemblés en ensembles de plus grande taille alors que la fonte est moulée à la demande selon différents modèles. La forme de prédisposition de la fonte était la colonne, la fonte résistant bien à la compression, celle du fer, la poutre.

### Ponts en fonte
En 1777, l'Iron Bridge est construit en fonte et emprunte à la maçonnerie en pierre et à la charpente en bois la manière de concevoir et d'agencer les pièces.
Le premier pont en fonte est l'« Iron Bridge », construit en 1779 par Abraham Darby III sur la Severn, à Coalbrookdale. Les techniques d'assemblage sont les mêmes que pour le bois: boulonnage, cheville et embrèvement. En 1801, la construction du premier pont des Arts, à Paris, marque la volonté de la France de s'initier à la construction en fonte.

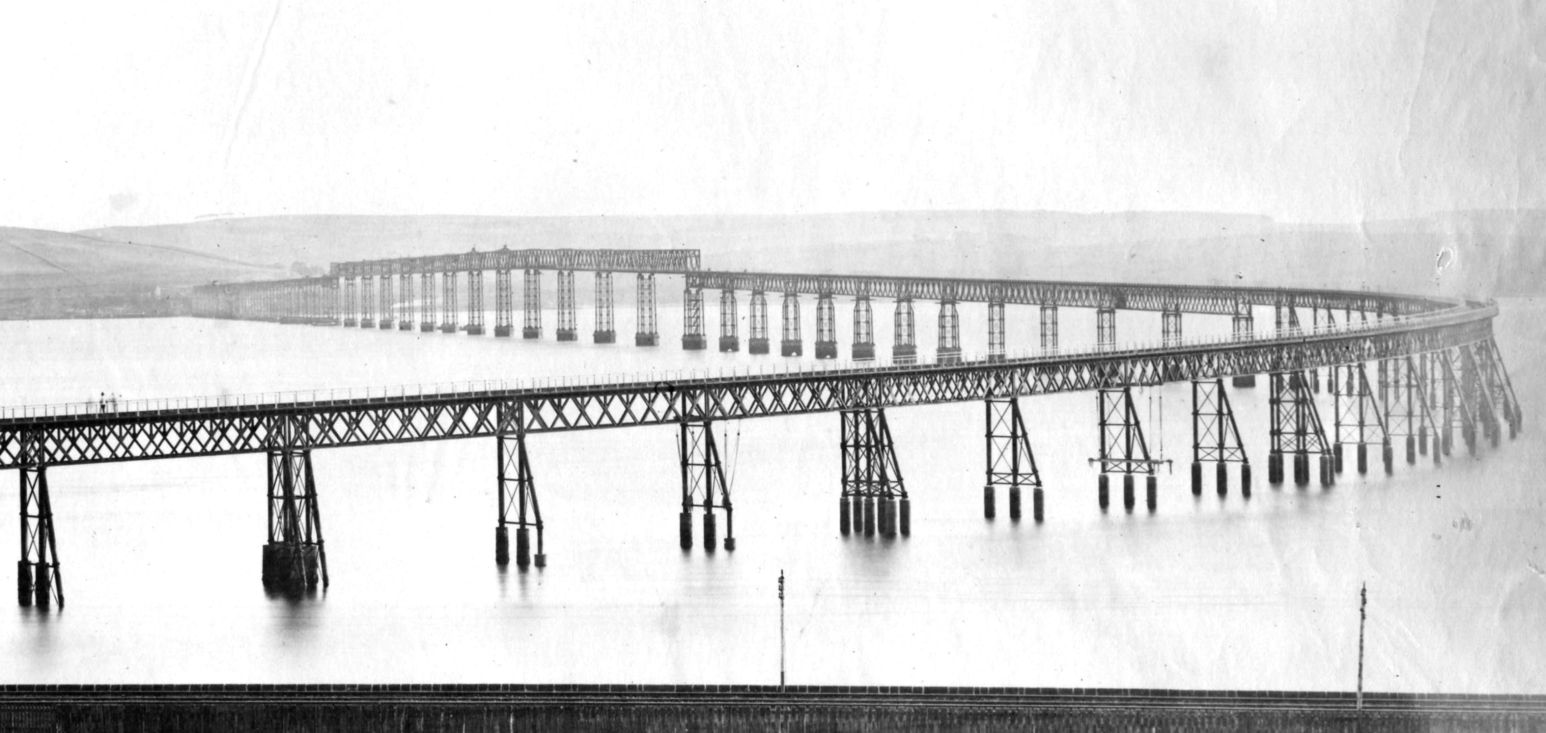
Pont ferroviaire du Tay
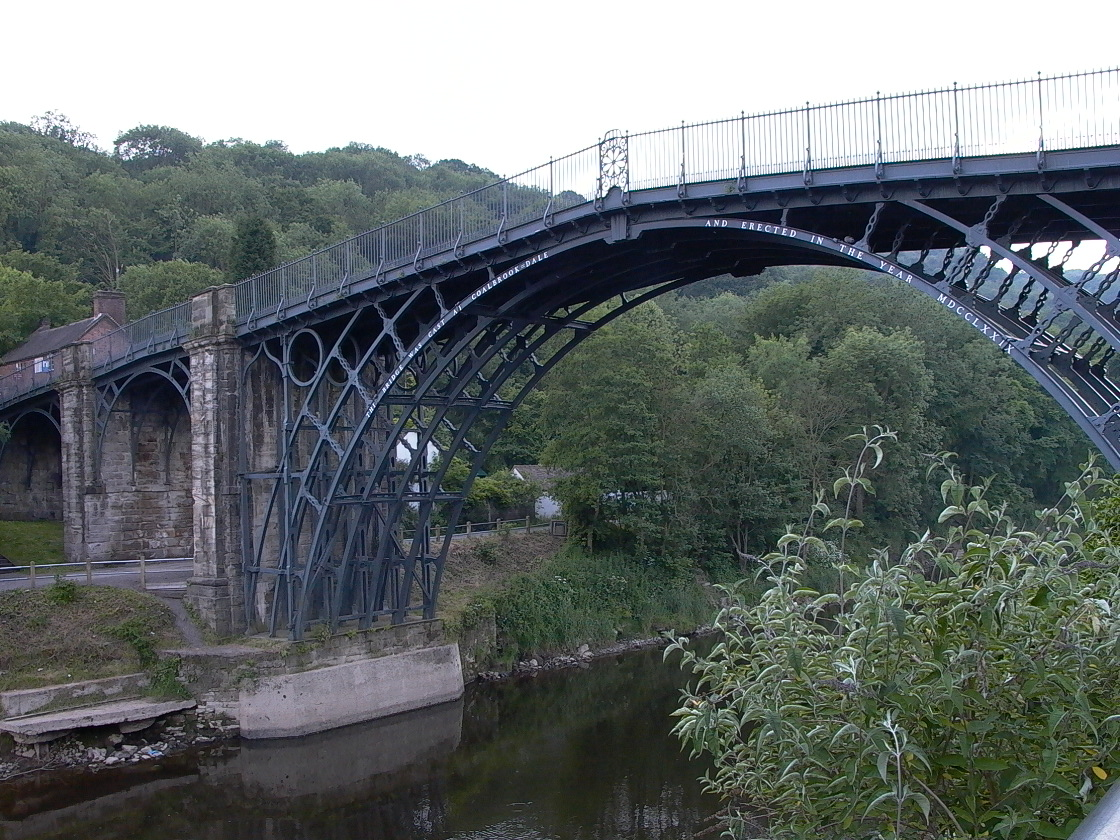
Abraham Darby II, Iron Bridge, Coalbrookdale. Premier grand pont métallique au monde.- 1779 - fonte
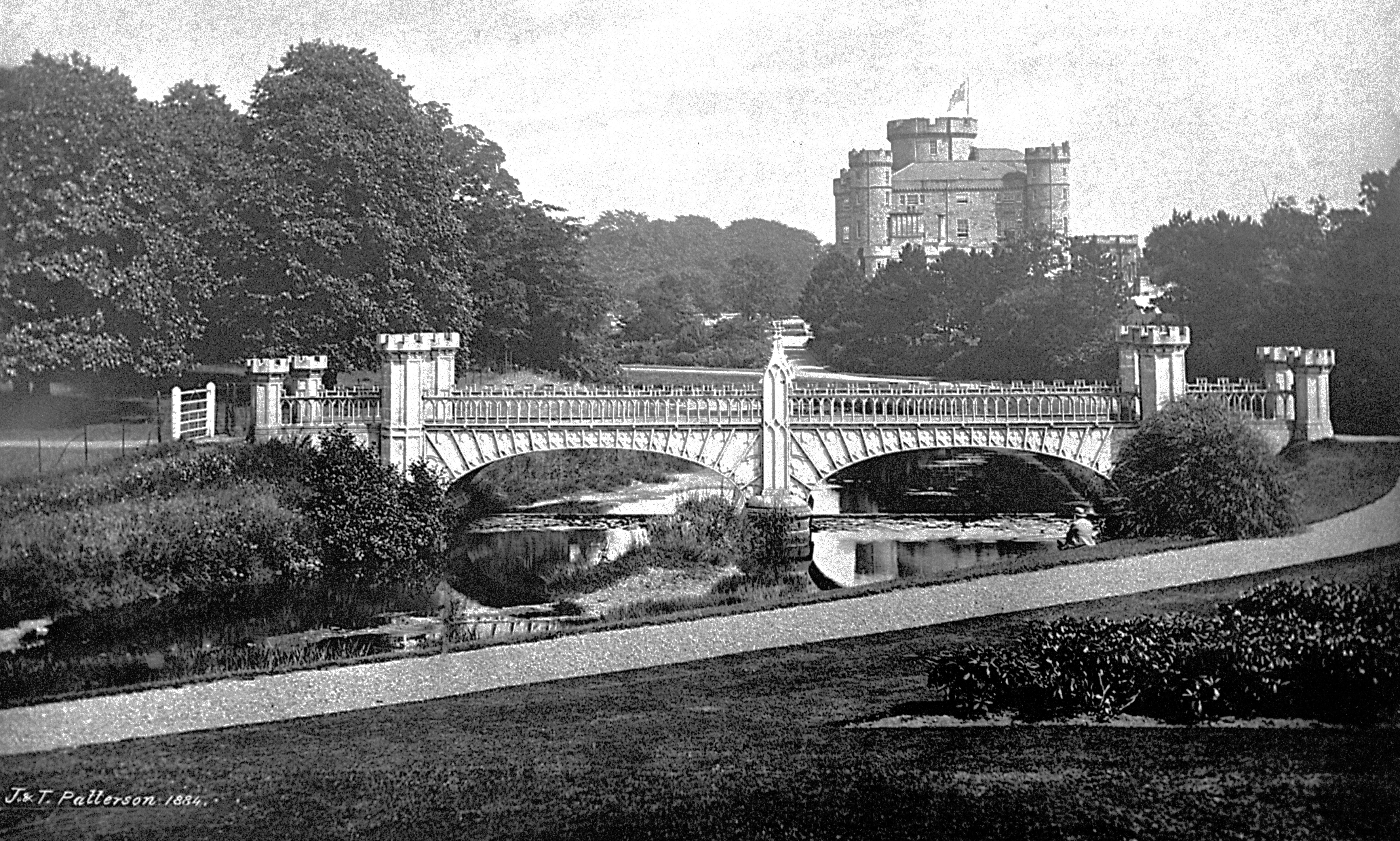
Eglinton Tournament Bridge (en) Écosse

### Éléments de décoration en fonte
En 1818, le Brighton Pavilion par Nash, emploie la fonte dans des grilles, des mains courantes. La fonte devient prisée pour les éléments de décoration.

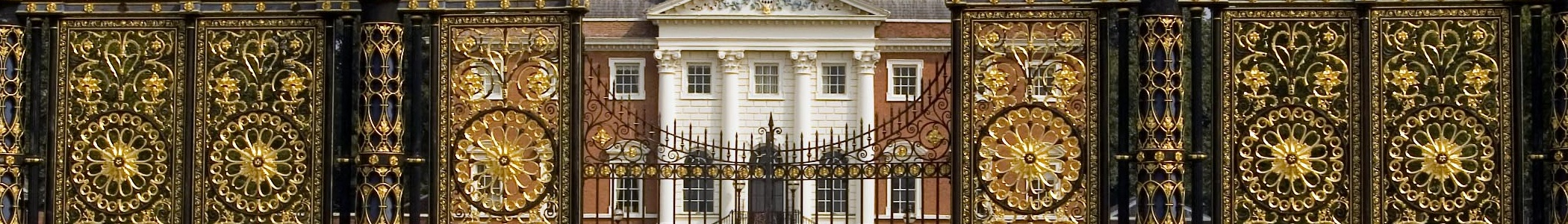
Warrington. Hôtel de ville. Les portes ont été fabriquées en fonte par la Compagnie Coalbrookdale à Ironbridge et ont été présentées à l'Exposition universelle de 1862 de Londres.

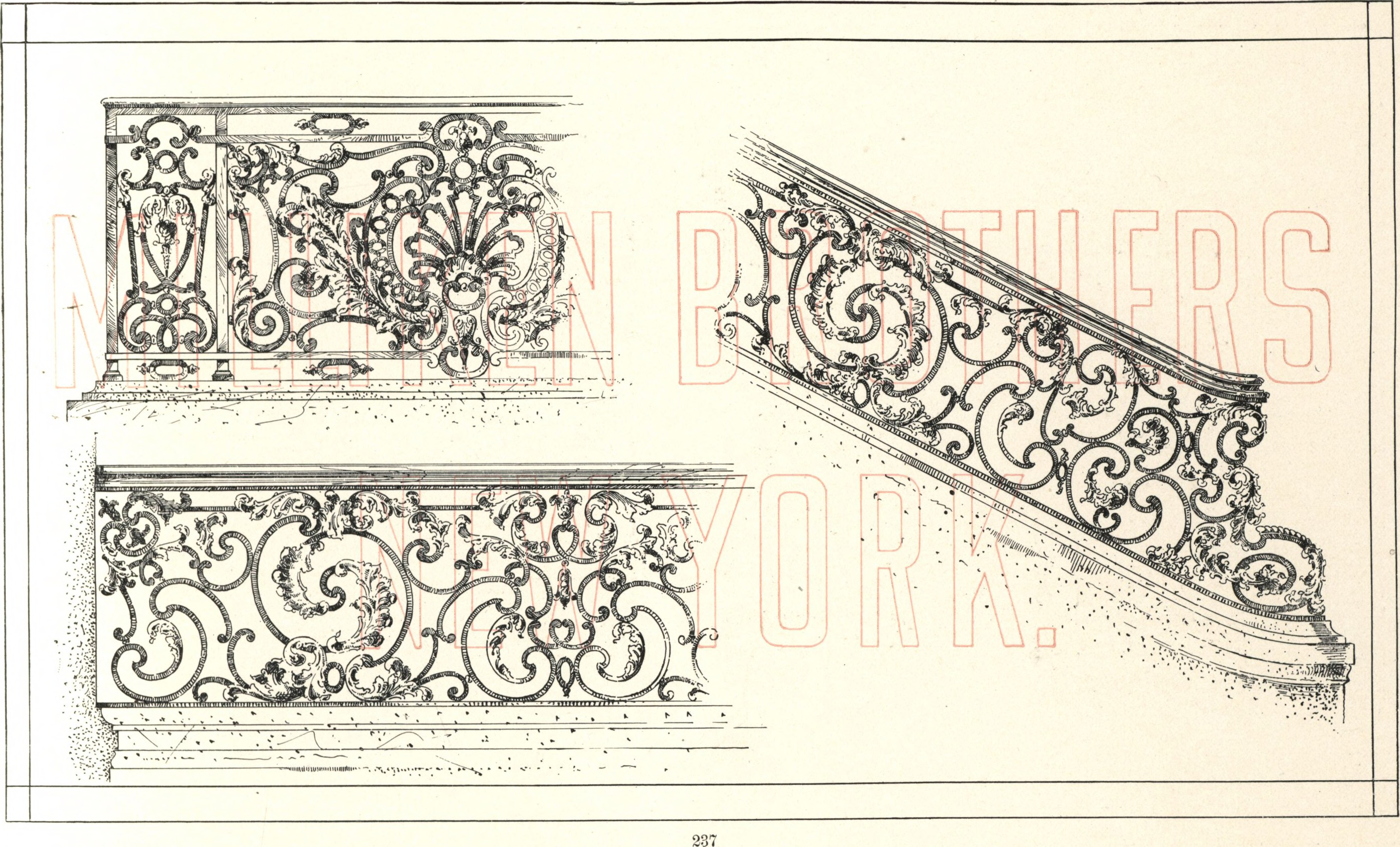
Catalogue d'informations utiles et tableaux relatifs au fer, à la tôle et à d'autres produits fabriqués par Milliken Brothers (1901)
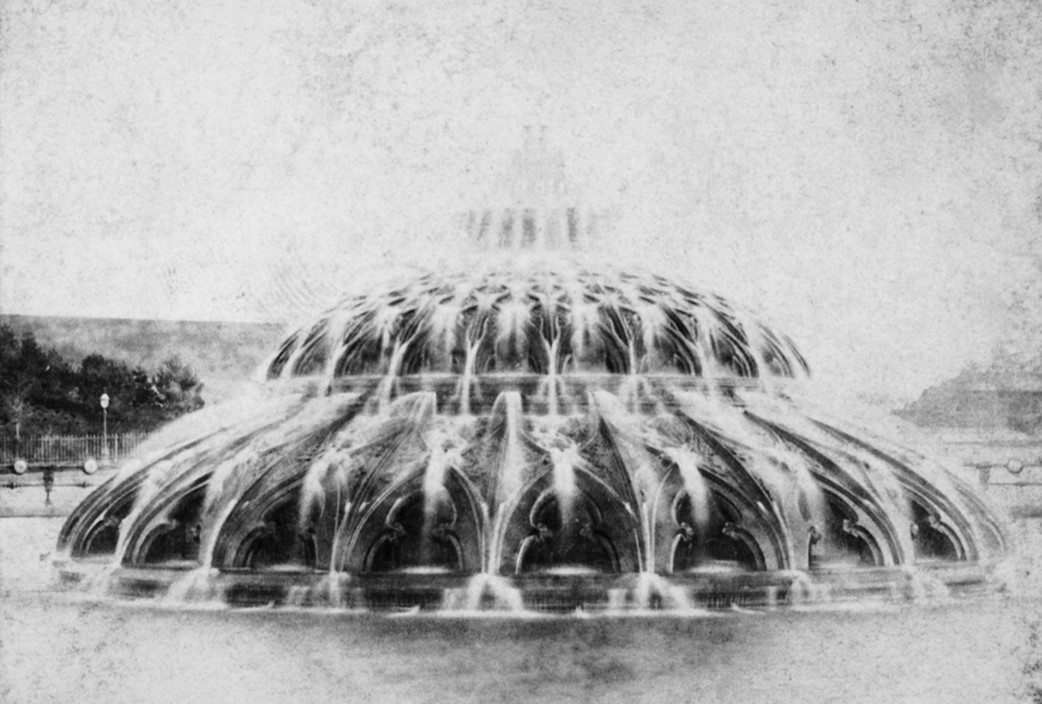
Calvert Vaux, Plaza Fountain 1873
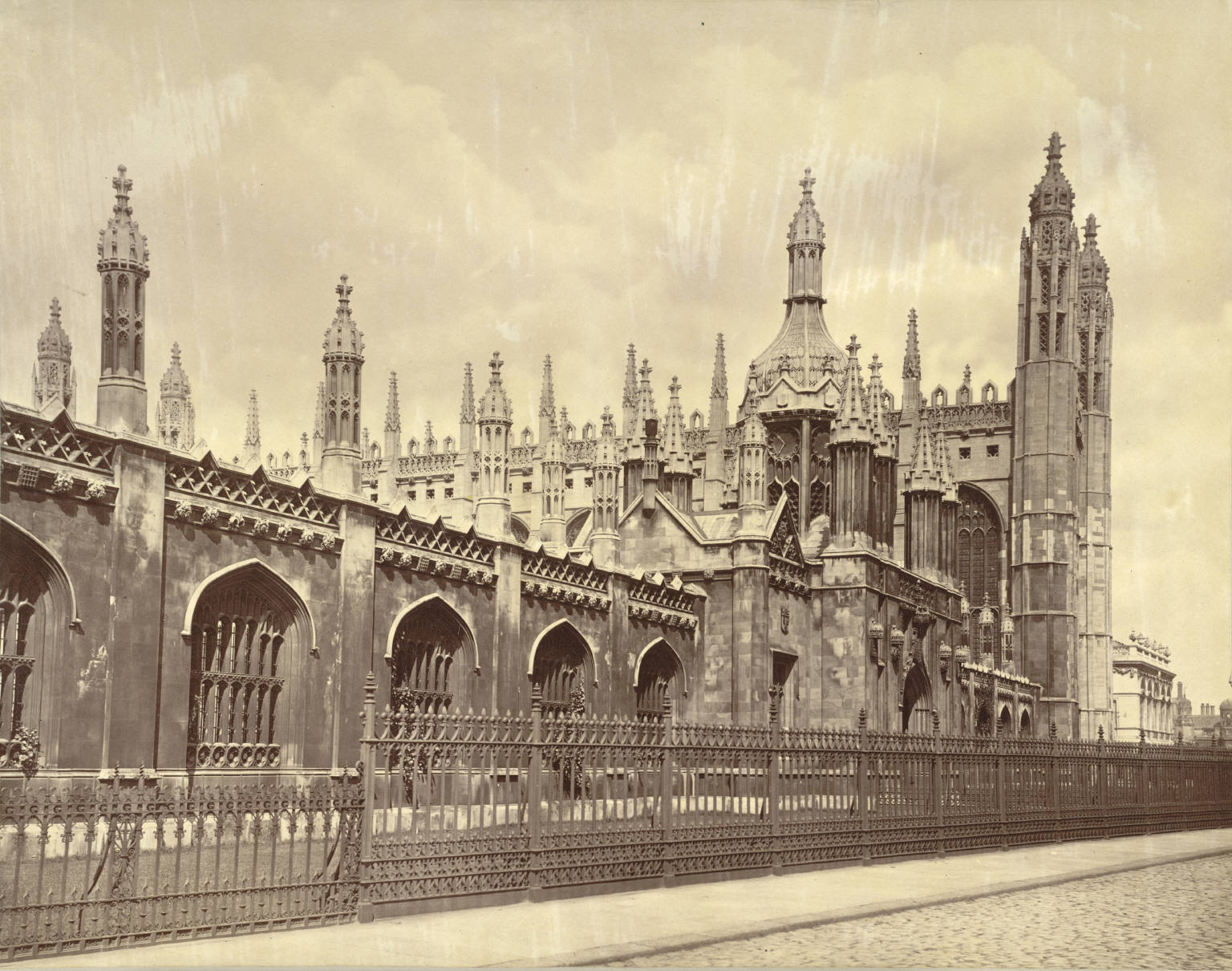
King's College (Cambridge)
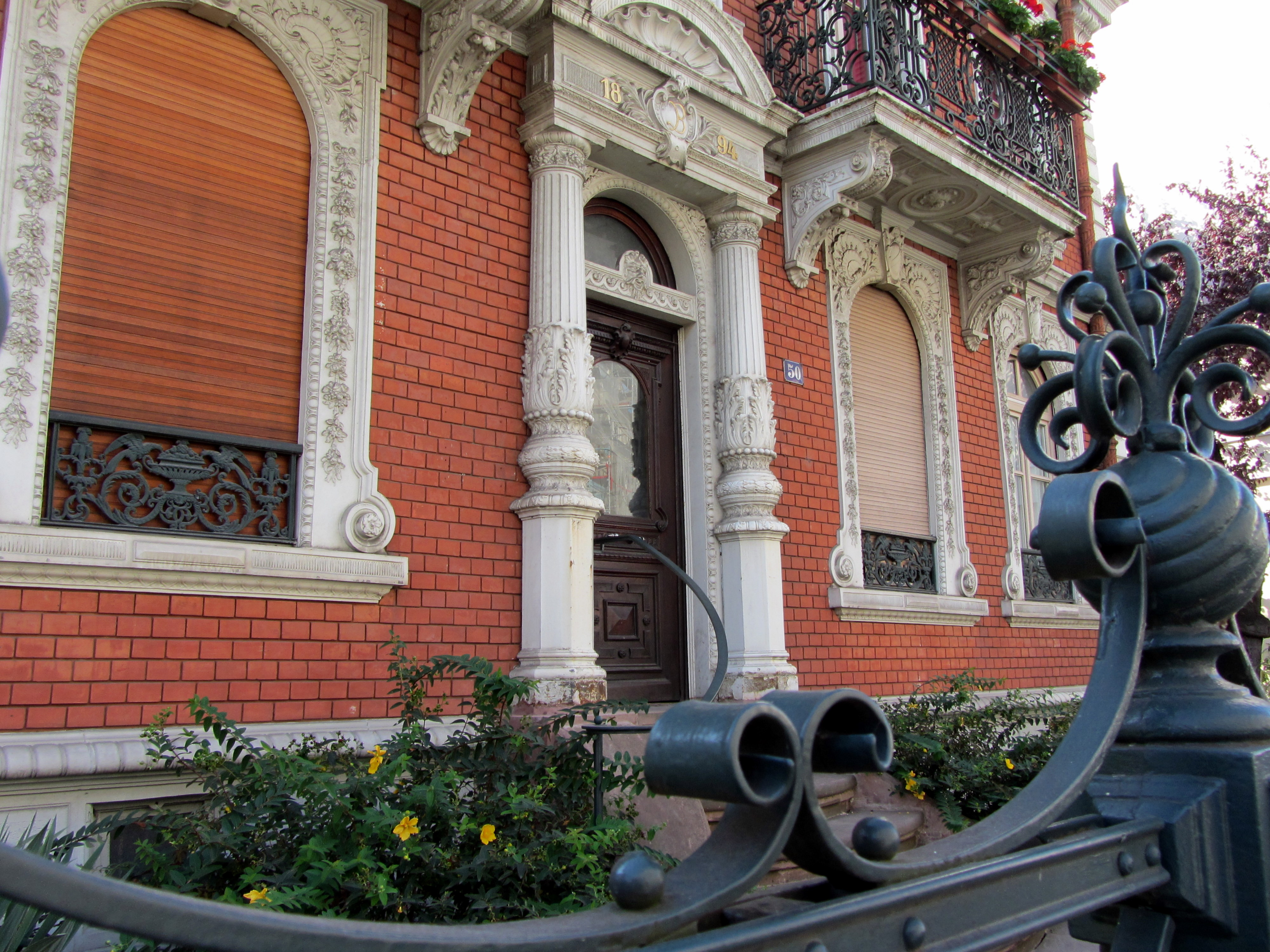
Maison Bowé, route du Polygone à Strasbourg. Balcon et barrière en fonte
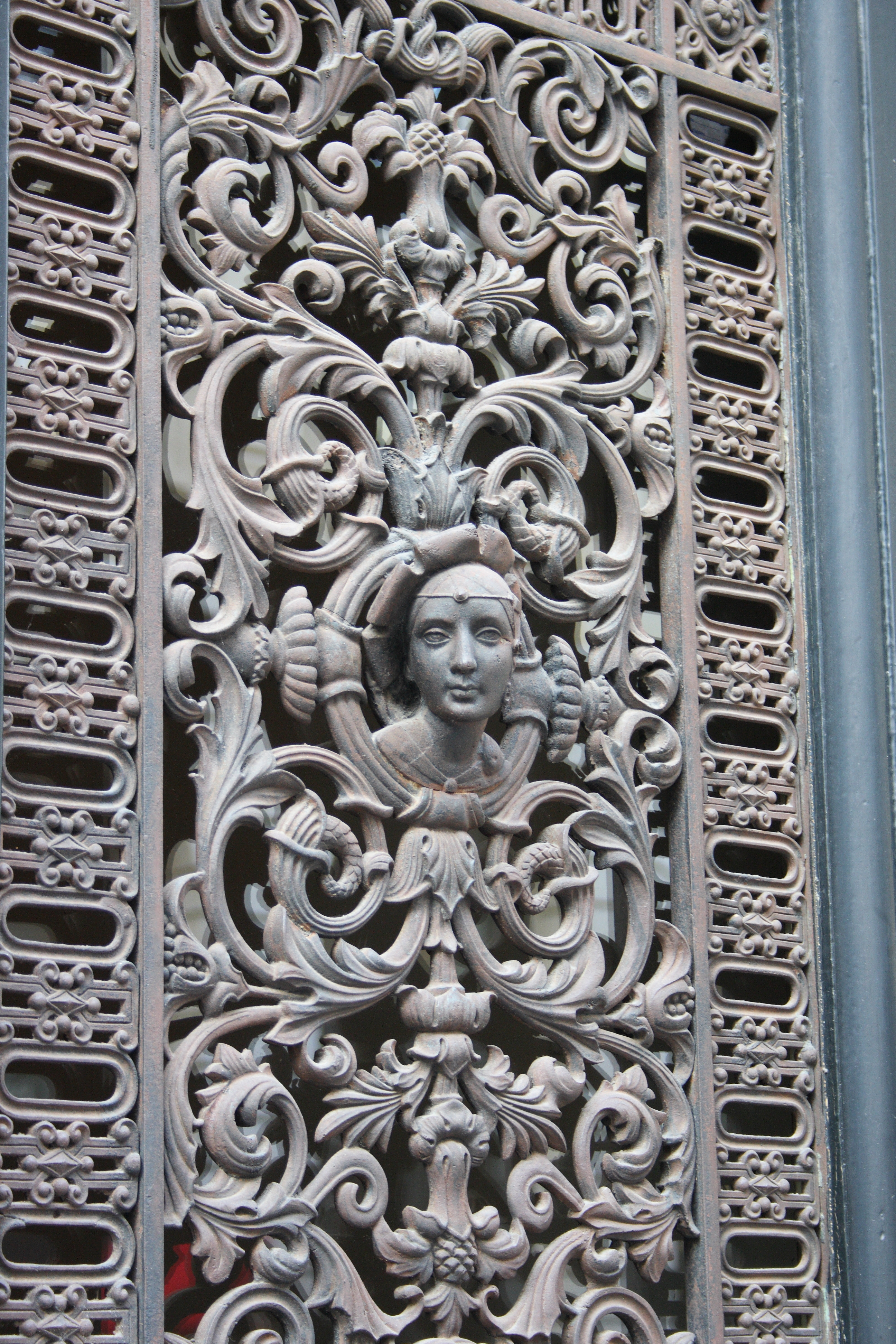
Paris, rue du Bac 26, grille en fonte
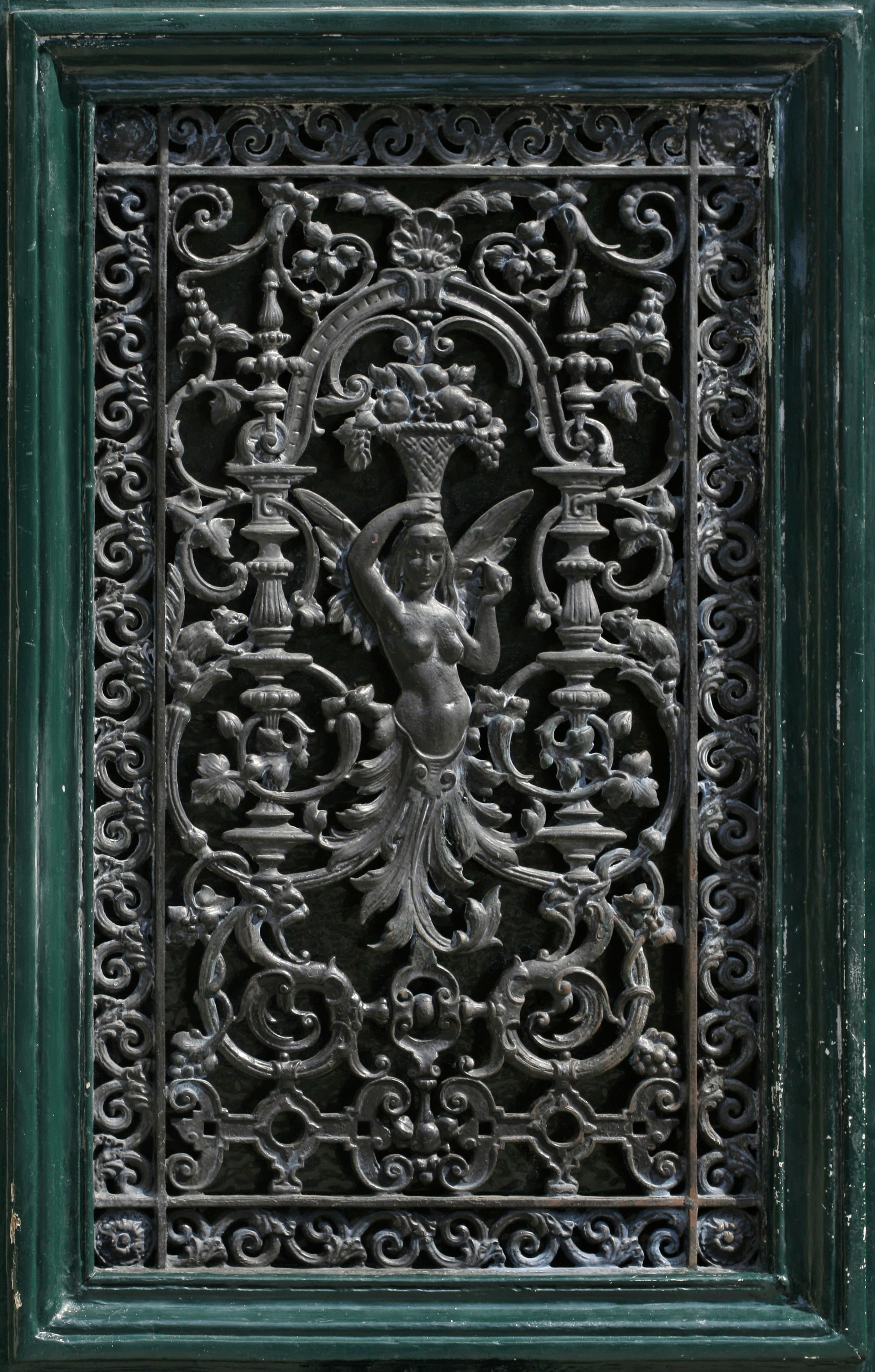
Boulevard du Temple (Paris), portail, grille en fonte
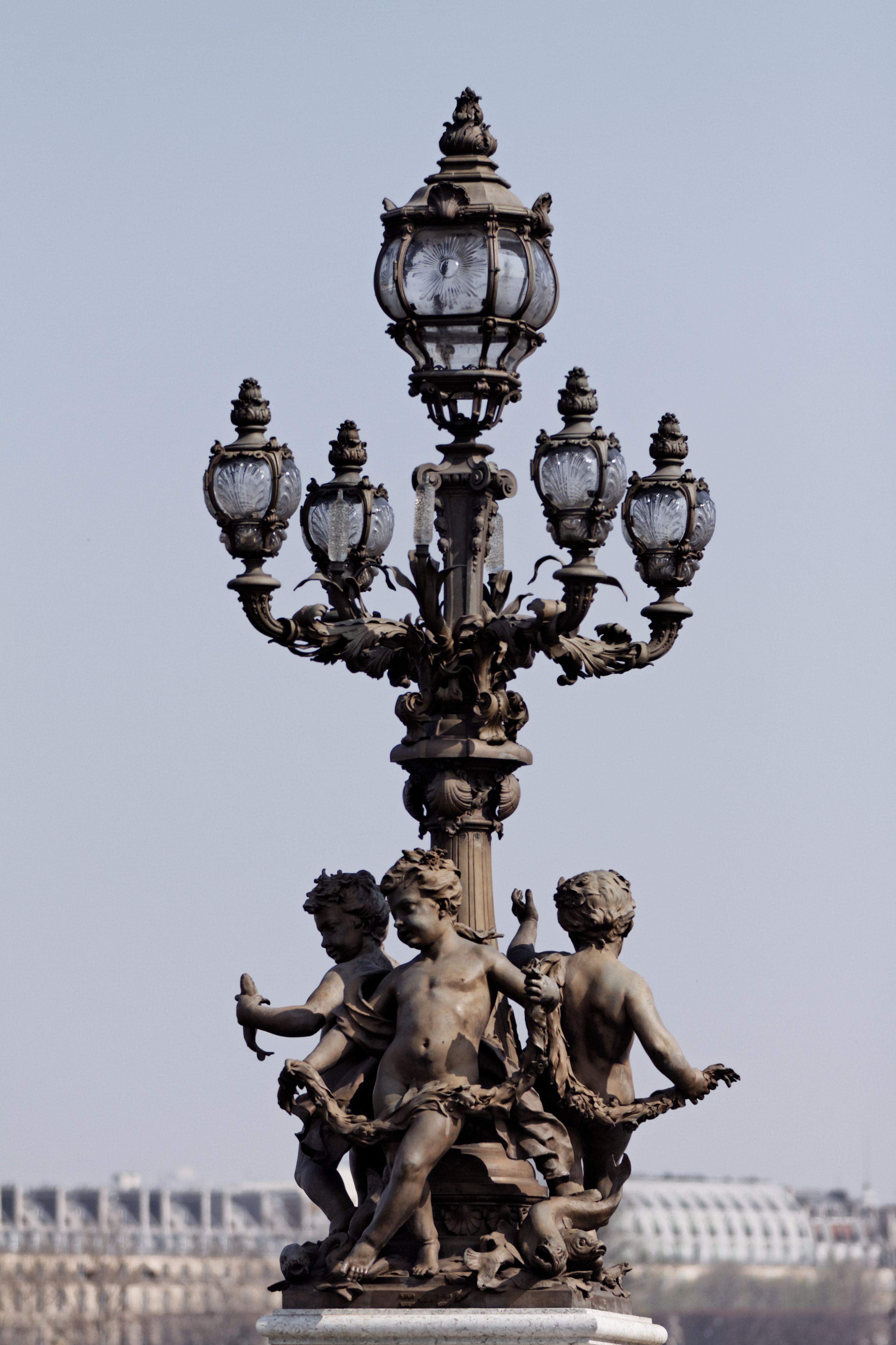
Pont Alexandre III, lanternes conçues pour le gaz d'éclairage - 1900
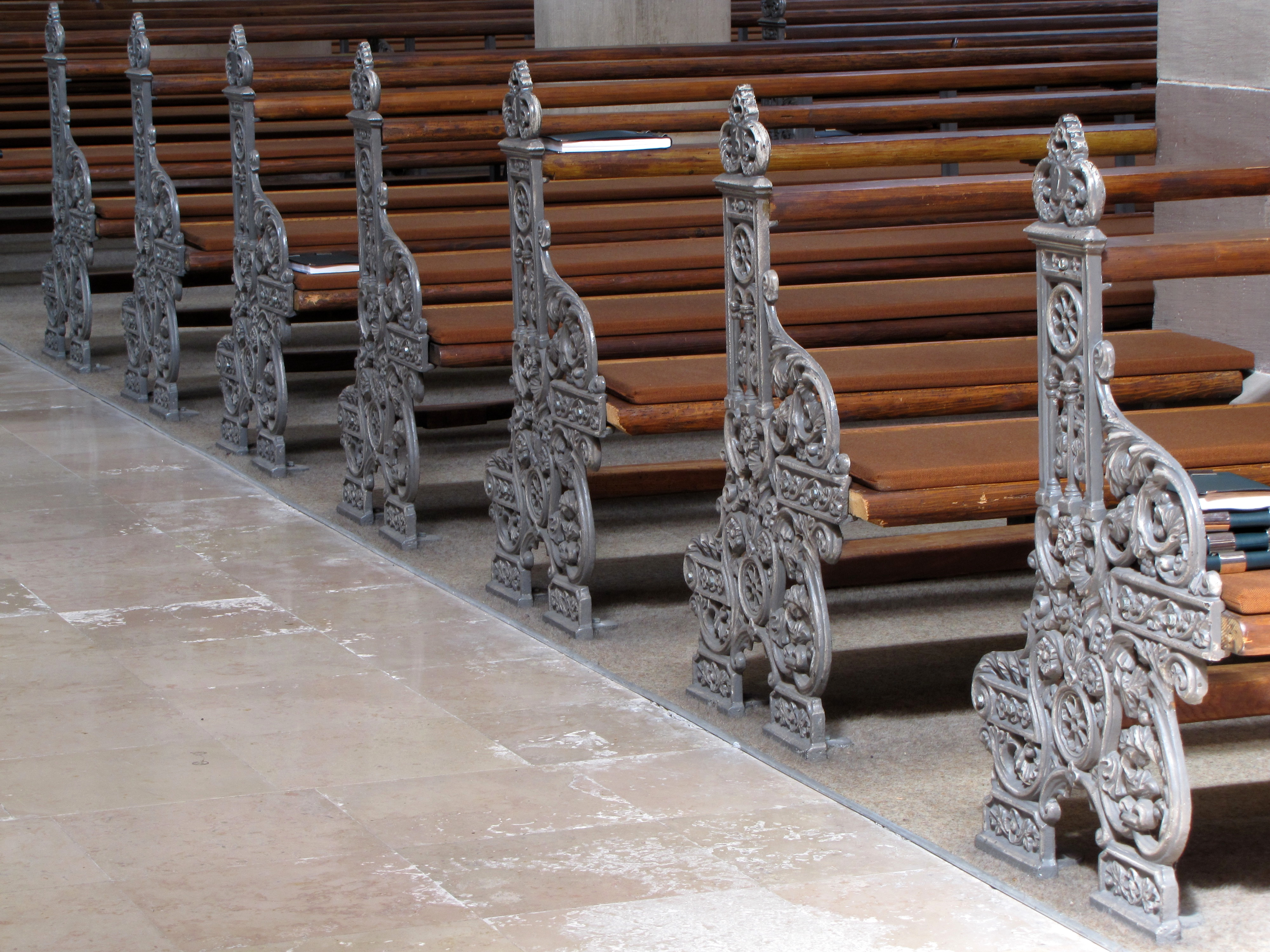
Alsace, Bas-Rhin, Église Saint-Martin d'Erstein, bancs des fidèles
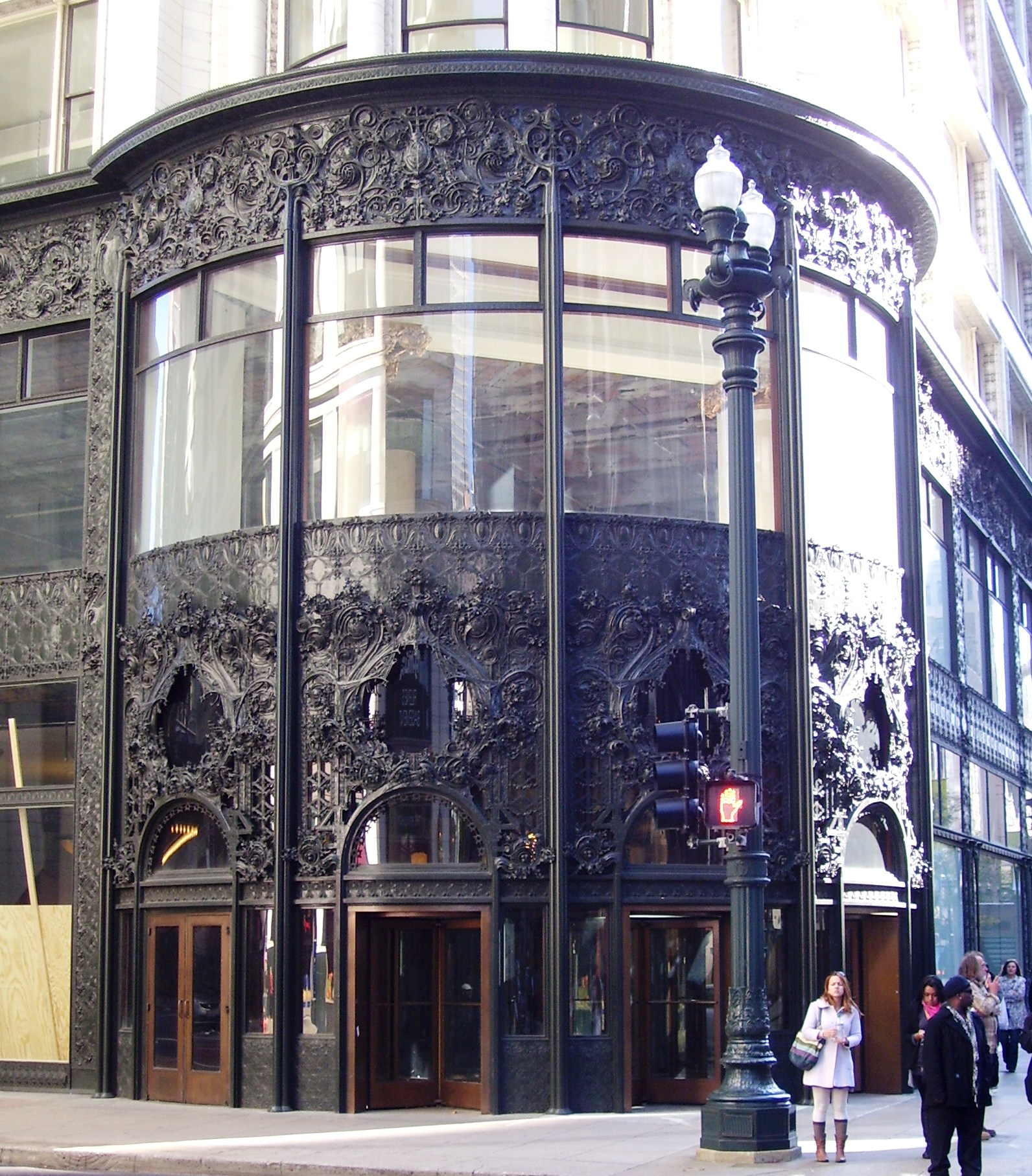
Carson, Pirie, Scott and Company Building, Chicago, entrée.

### Serres et halles

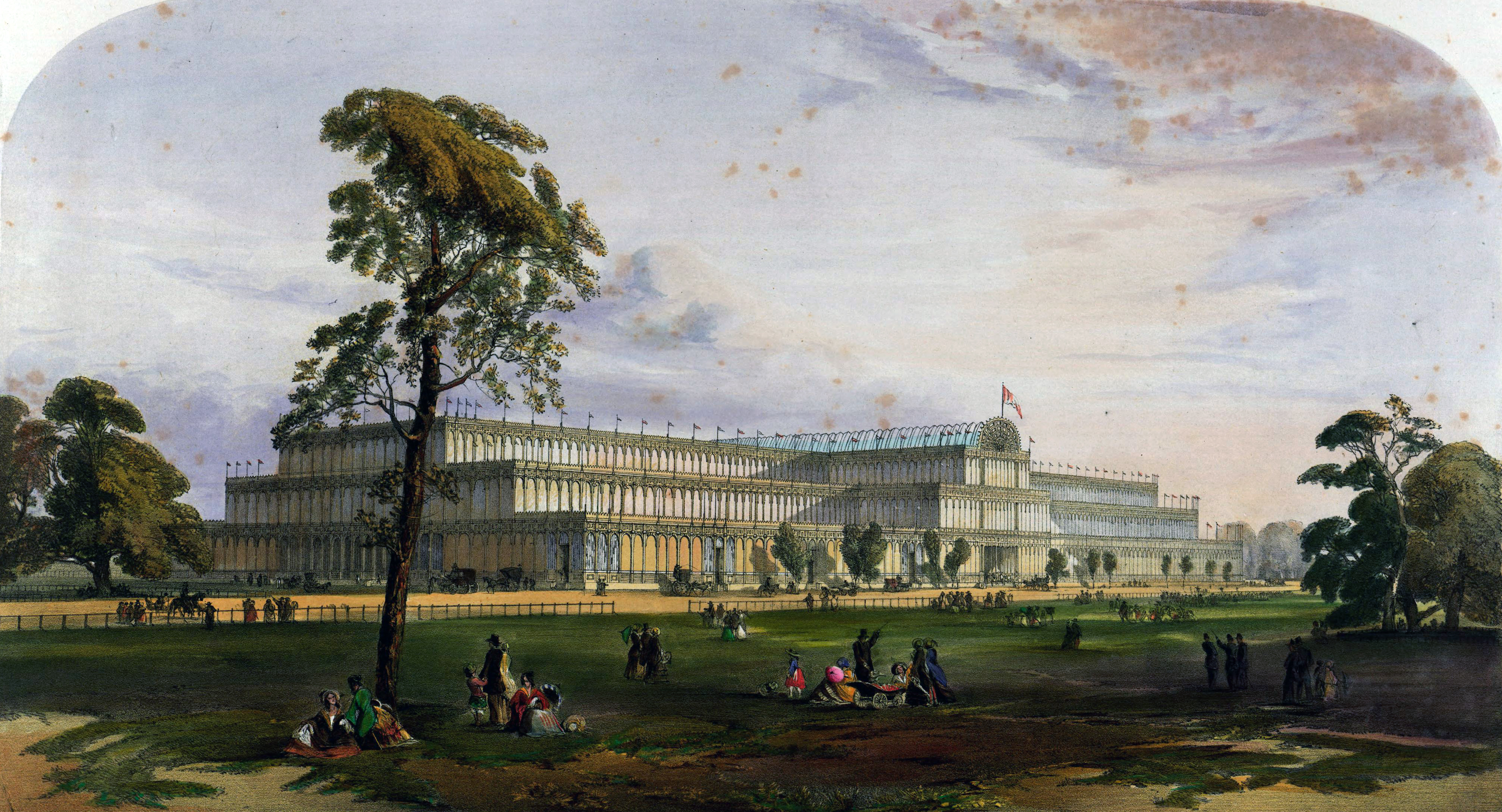
Exposition universelle de 1851 à Hyde Park, le Crystal Palace, tout en fonte et en verre. Le bâtiment démontre à cette époque, la supériorité industrielle et technique du Royaume-Uni.

### La colonne en fonte

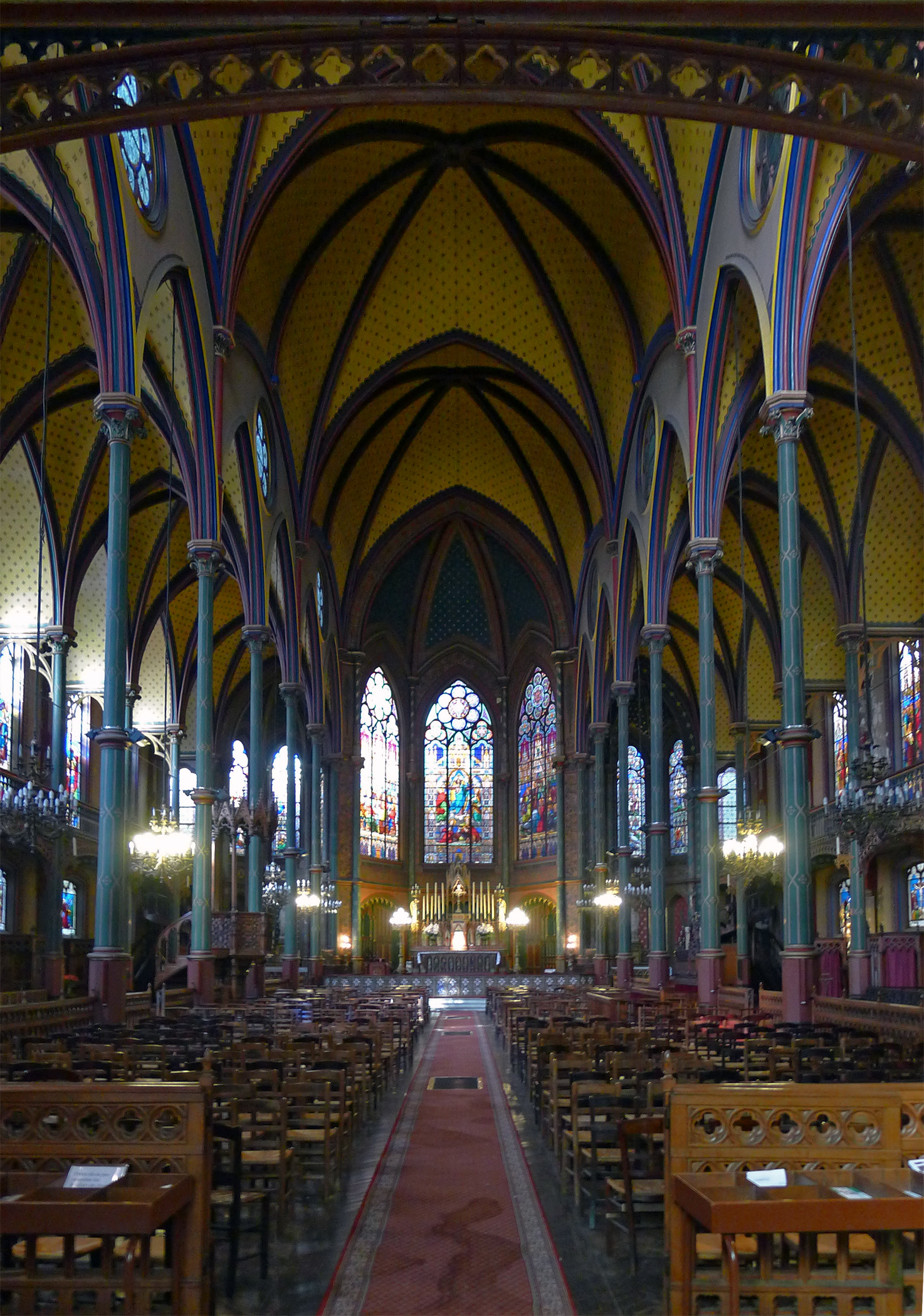
Église Saint-Eugène-Sainte-Cécile. 1854. Colonnes en fonte, nervures en fer forgé.

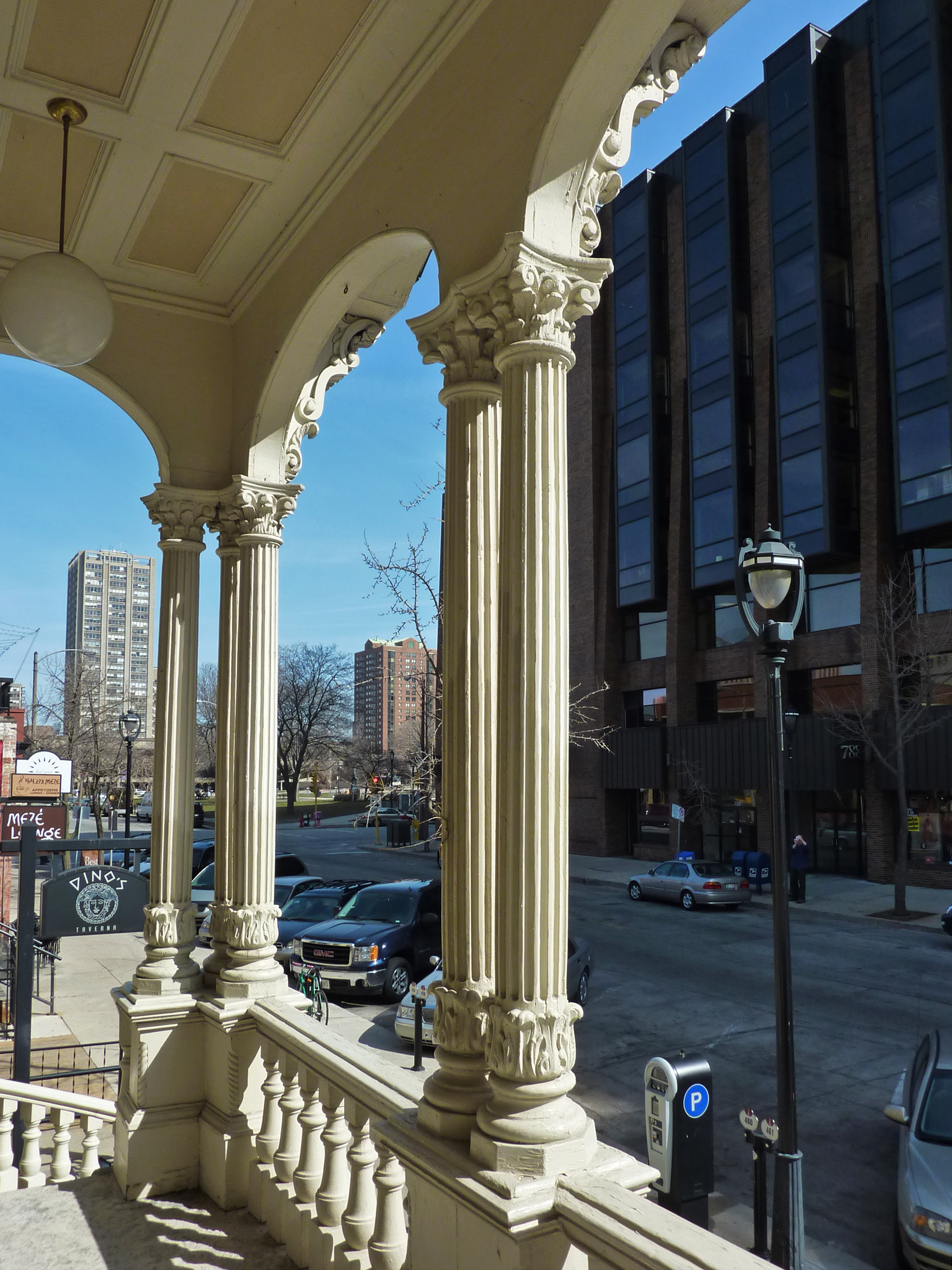
Véranda et colonnes de la maison de Matthew Keenan (1860) 777, Jefferson Street à Milwaukee, Wisconsin.

Les colonnes en fonte constituent un élément de vocabulaire essentiel de l'architecture en fonte qui se développe dans les années 1780-1850.
Les premières expériences et observations les plus complètes sur la compression sont dues à Eaton Hodgkinson et reportées dans les Philosophical Transactions de 1840. Elles portent d'abord sur des prismes courts de bois puis de fonte qui cèdent par écrasement en se disjoignant latéralement de diverses manières, puis de colonnes qui cèdent d'une manière intermédiaire entre celle qui consiste à s'écraser et celle qui consiste à fléchir latéralement. Hodgkinson représente empiriquement les résultats par une formule de Leonhard Euler dont il fait varier les facteurs. Une colonne en fonte dont la longueur varie de 0 à 5 fois le diamètre se rompt toujours par écrasement simple. Lorsque la longueur est comprise entre 5 et 25 fois le diamètre le phénomène de la rupture est mixte; il y a à la fois écrasement simple et flexion. Enfin quand la longueur dépasse 25 fois le diamètre, c'est toujours par flexion que la rupture se produit. Dès que la flexion a commencé elle tend à s'accroître rapidement même pour une faible augmentation de la compression. Lorsque les extrémités des colonnes sont encastrées la résistance est trois fois plus forte que lorsqu'elles sont arrondies.
On constitue l'encastrement des colonnes en fonte, en haut et en bas, au moyen de chapiteaux et d'embases solidement boulonnées. À égalité de matière employée il est avantageux de donner à la colonne une forme renflée afin de rendre la flexion moins facile. À égalité de matière les colonnes creuses résistent beaucoup mieux que les colonnes pleines; la fonte coulée sur une moindre épaisseur s'est mieux trempée et l'accroissement du diamètre total rend la flexion moins facile. Il est indispensable que la colonne creuse soit d'épaisseur bien uniforme sans quoi la résistance serait illusoire.
Application des théories constructives rationalistes d'Eugène Viollet-le-Duc, qui y voyait là un moyen de réduire à la fois le prix et le temps de la construction, une architecture qui n'est pas débarrassée des références du passé se développe qui fait usage de ces colonne en fonte. L'église Saint-Eugène-Sainte-Cécile par Louis-Auguste Boileau en est un exemple. Le diamètre moyen des colonnes en fonte y est de 32 cm et l'épaisseur de la fonte est de 2 cm. La clôture du pourtour de l'église est en pierres de taille avec remplissages en moellons. Les nervures des voûtes sont en fer forgé avec remplissages de maçonnerie à doubles parois renfermant une couche d'air qui conserve l'égalité de la température.

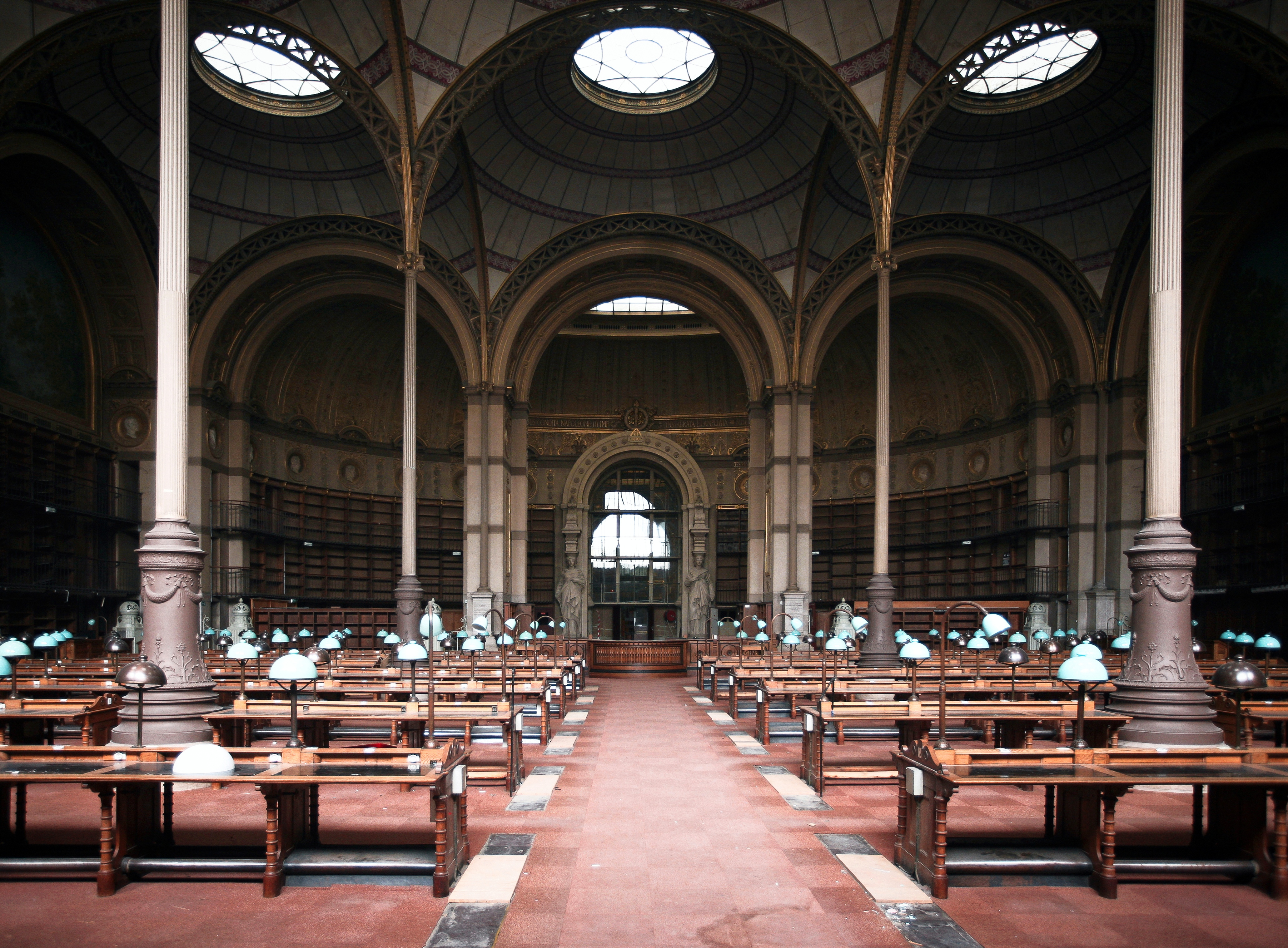
Bibliothèque nationale de France, Site Richelieu, Salle Labrouste 1854-1875
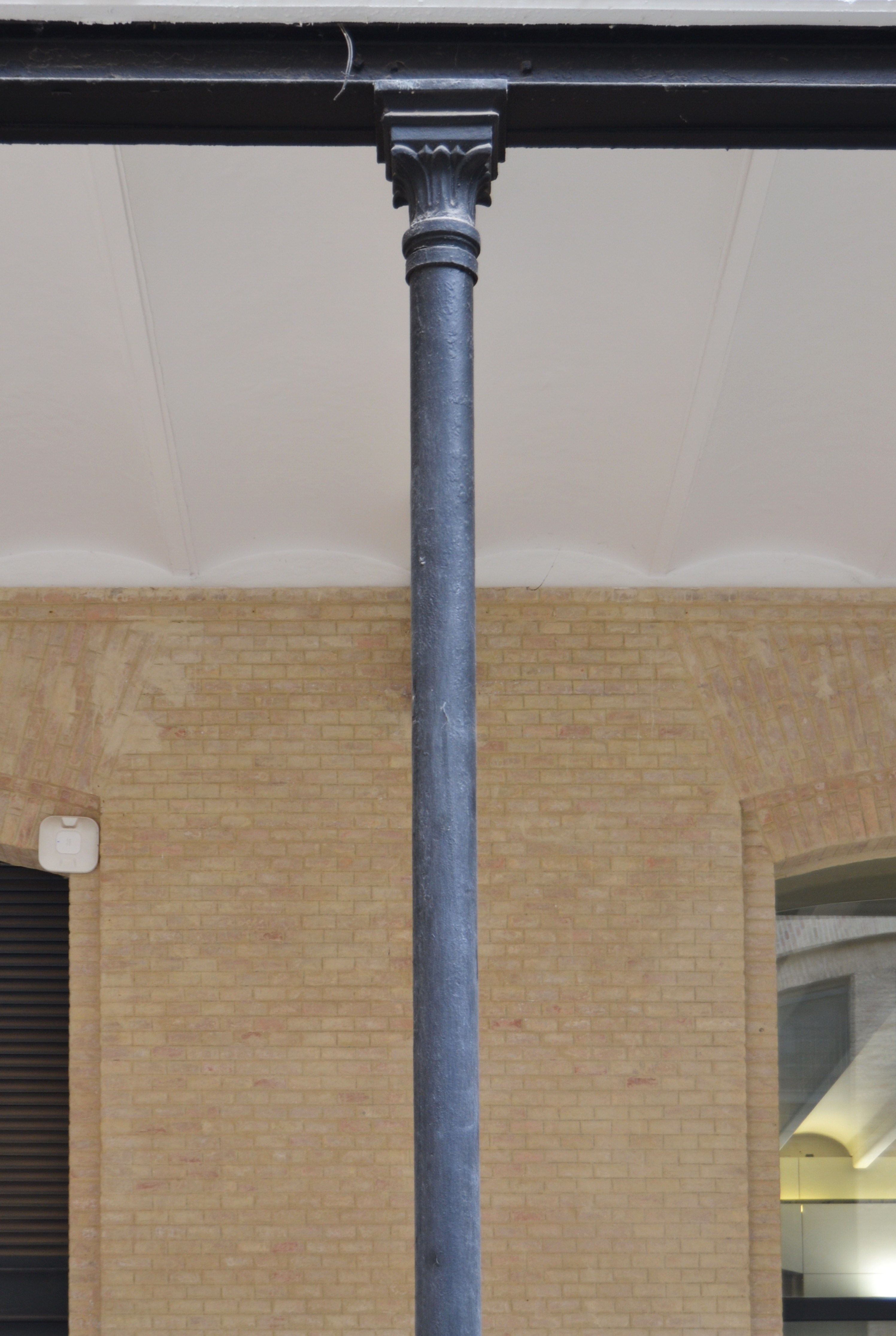
Tabacalera de Valencia, colonne
Colonne en fonte,  Broadway and Spring Streets, Aurora
U.S. Naval Air Station, Pensacola, Comté d'Escambia
Colonne en fonte incorporant tuyau de descente, 1853, Centre Market, Wheeling
1852, 5 rangées de colonnes en fonte

### Bâtiments en fonte

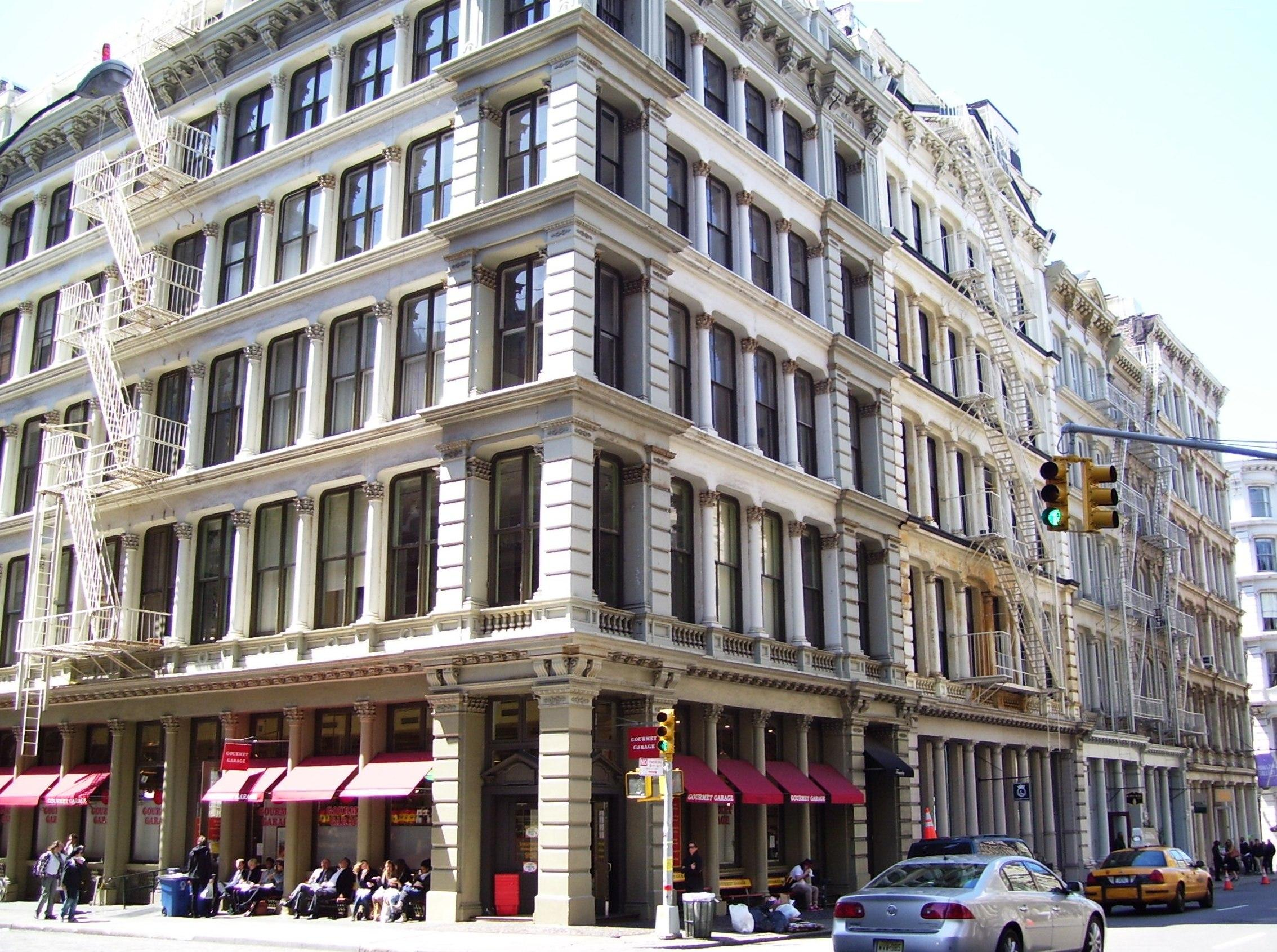
453-467 Broome Street. SoHo. Façade en fonte

SoHo à Manhattan possède la plus grande collection d'architecture en fonte dans le monde. Environ 250 immeubles en fonte se trouvent à New York et la plupart d'entre eux sont dans SoHo. La fonte a d'abord été utilisée comme front décoratif sur des bâtiments existants, ajout de façade moderne et décoratif, qui a pu attirer de nouveaux clients commerciaux pour ces bâtiments industriels anciens. La plupart de ces façades ont été construites pendant la période de 1840 à 1880. Les bâtiments de SoHo ont ensuite dessinés pour la fonte. La fonte était moins coûteuse à utiliser pour les façades que les matériaux comme la pierre ou la brique. Les moules d'ornementation, préfabriqués en fonderies, ont été utilisés de manière interchangeable pour de nombreux bâtiments, et une pièce cassée pouvait être facilement refondue. Les bâtiments pouvaient être érigés rapidement; certains ont été construits en quatre mois. Malgré la brève période de construction, la qualité des dessins en fonte n'a pas été sacrifiée. Le bronze était auparavant le métal utilisé le plus souvent pour les détails architecturaux et l'on a constaté que la fonte relativement peu coûteuse pouvait fournir des motifs complexes. Les motifs ornementaux des architecturales classiques françaises et italiennes ont souvent été utilisés. Parce que la pierre était le matériau associé aux chefs-d'œuvre architecturaux, la fonte, peinte en teinte neutre comme le beige, a été utilisée pour simuler la pierre. Il y avait une profusion de fonderies en fonte à New York: Badger's Architectural Iron Works, James L. Jackson's Iron Works et Cornell Iron Works, etc. Étant donné que le fer était moulable et facilement moulé, des cadres de fenêtre somptueusement incurvés ont été créés, et la résistance du métal a permis à ces cadres d'avoir une hauteur considérable. Les intérieurs sombres et éclairés par le gaz d'éclairage du quartier industriel étaient d'autre-part inondés de lumière naturelle à travers les fenêtres agrandies. La force de la fonte a permis de hauts plafonds avec des colonnes de support élégantes, et les intérieurs sont devenus expansifs et fonctionnels. Pendant l'apogée de la fonte, de nombreux architectes pensaient qu'elle était structurellement plus sonore que l'acier. On pensait aussi que la fonte serait résistante au feu, et les façades ont été construites sur de nombreux intérieurs en bois et autres matériaux inflammables. Lorsque la fonte a été exposé à la chaleur, la fonte s'est voilée, et plus tard fissurée au contact de l'eau froide utilisée pour éteindre le feu. En 1899, un code de bâtiment imposant le support de façades en fonte avec maçonnerie a été adopté. La plupart des bâtiments qui subsistent aujourd'hui sont construits de cette façon. L'avènement de l'acier comme matériau de construction majeur a mis fin à l'ère de la fonte.

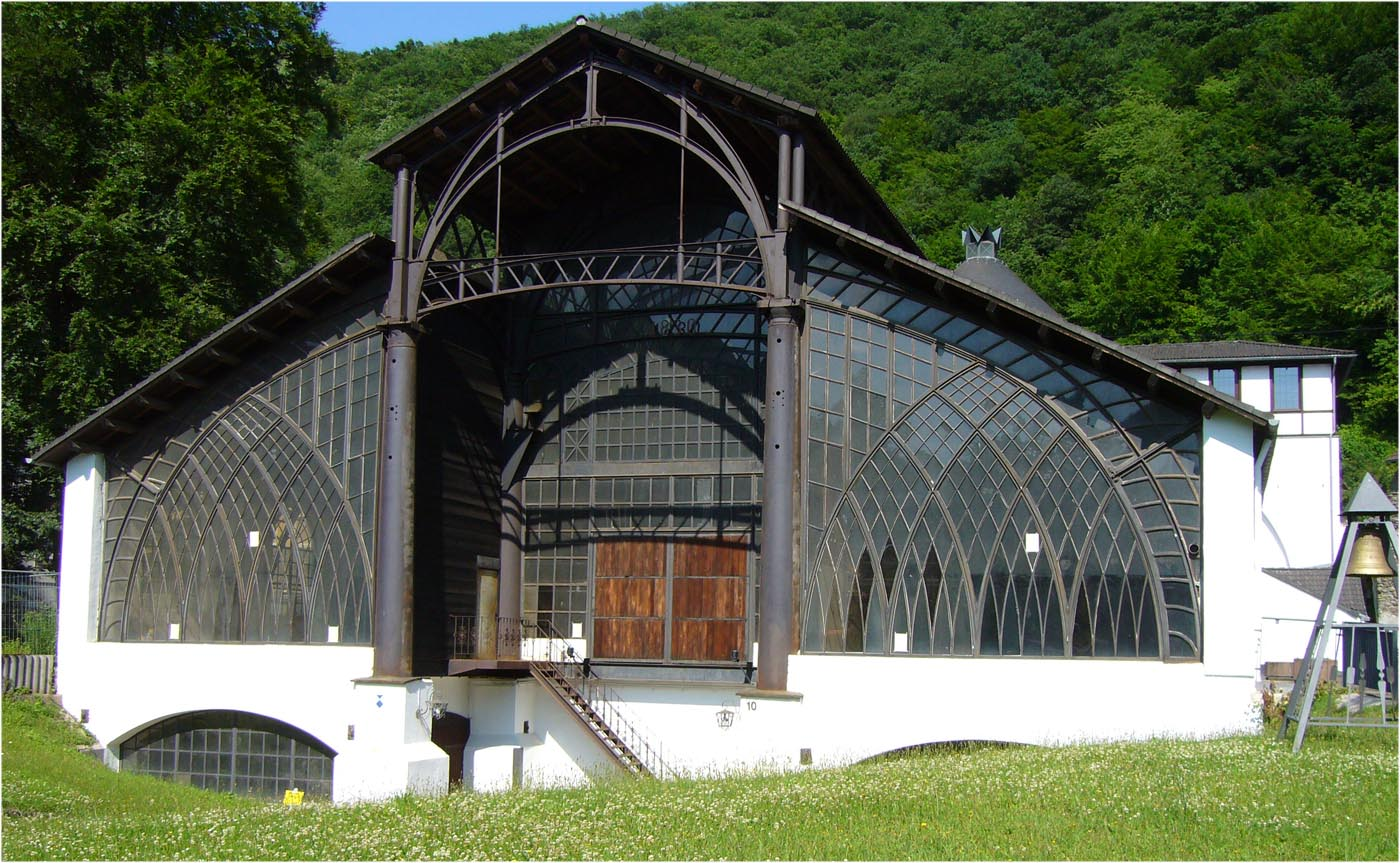
Sayner Hütte (de)- 1865 -fonte
Façade en fonte, Hart Block, 728 West Main Street, Louisville, Comté de Jefferson
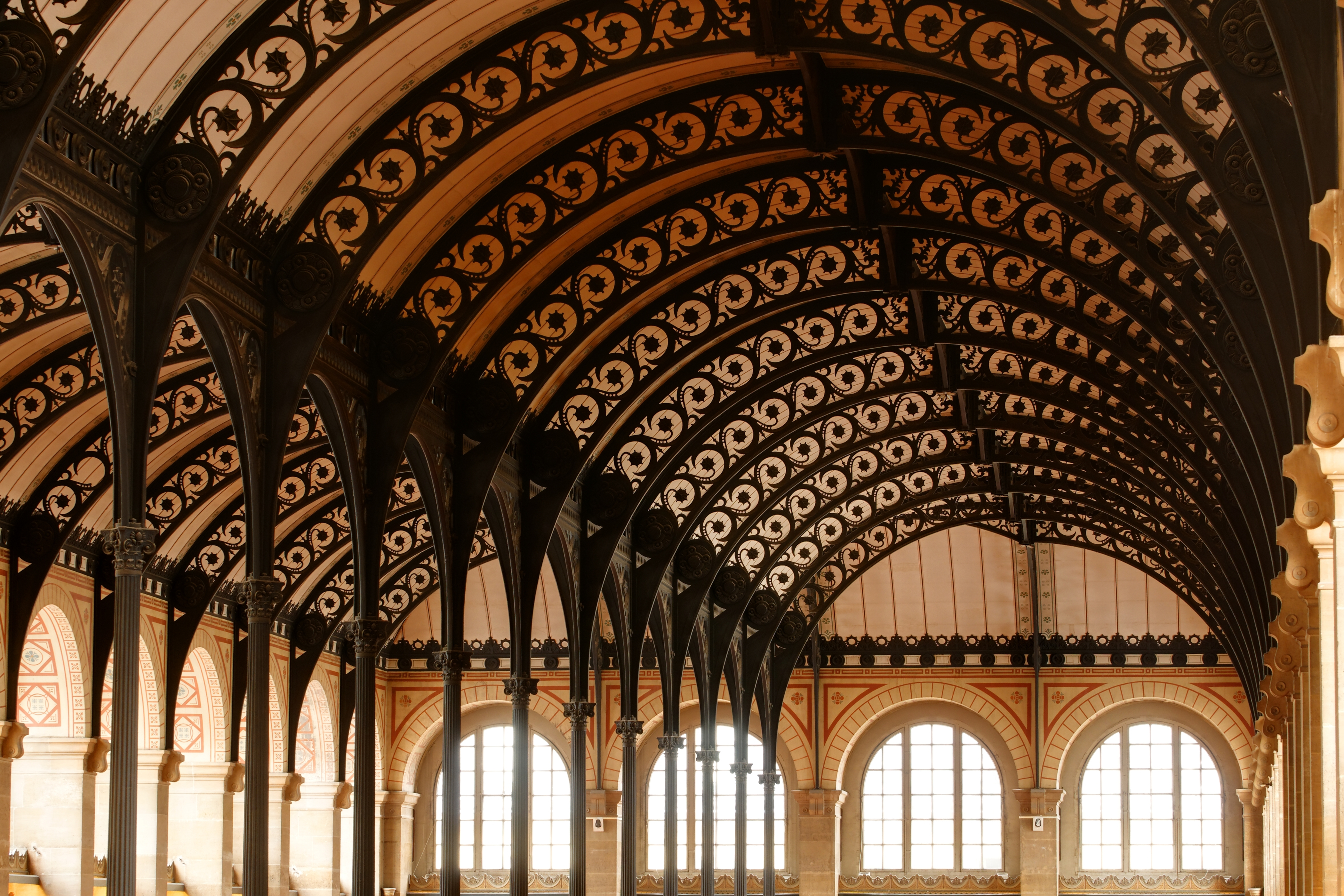
Structure en fonte Bibliothèque Sainte-Geneviève, Salle de lecture par Henri Labrouste, Paris, 1851

## Fer puddlé
L'Anglais Henry Cort, en 1784 invente le puddlage et le laminage : la fonte est placée dans un four avec des scories riches en oxyde de fer; lorsqu'elle entre en fusion, le carbone en excès se combine à l'oxygène de l'air, les impuretés passent dans les scories et les grains de fer se rassemblent en une masse: la loupe. Pour accélérer cette réaction on brasse énergiquement le bain métallique avec un crochet, le ringard. Les loupes, masses de 25 à 30 kilos de grain de fer plus ou moins agglomérés sont alors portées sous le marteau-pilon, pour y subir le cinglage, opération qui a pour résultat d'expulser les scories et d'agglomérer les grains en une masse compacte.

### Des ponts

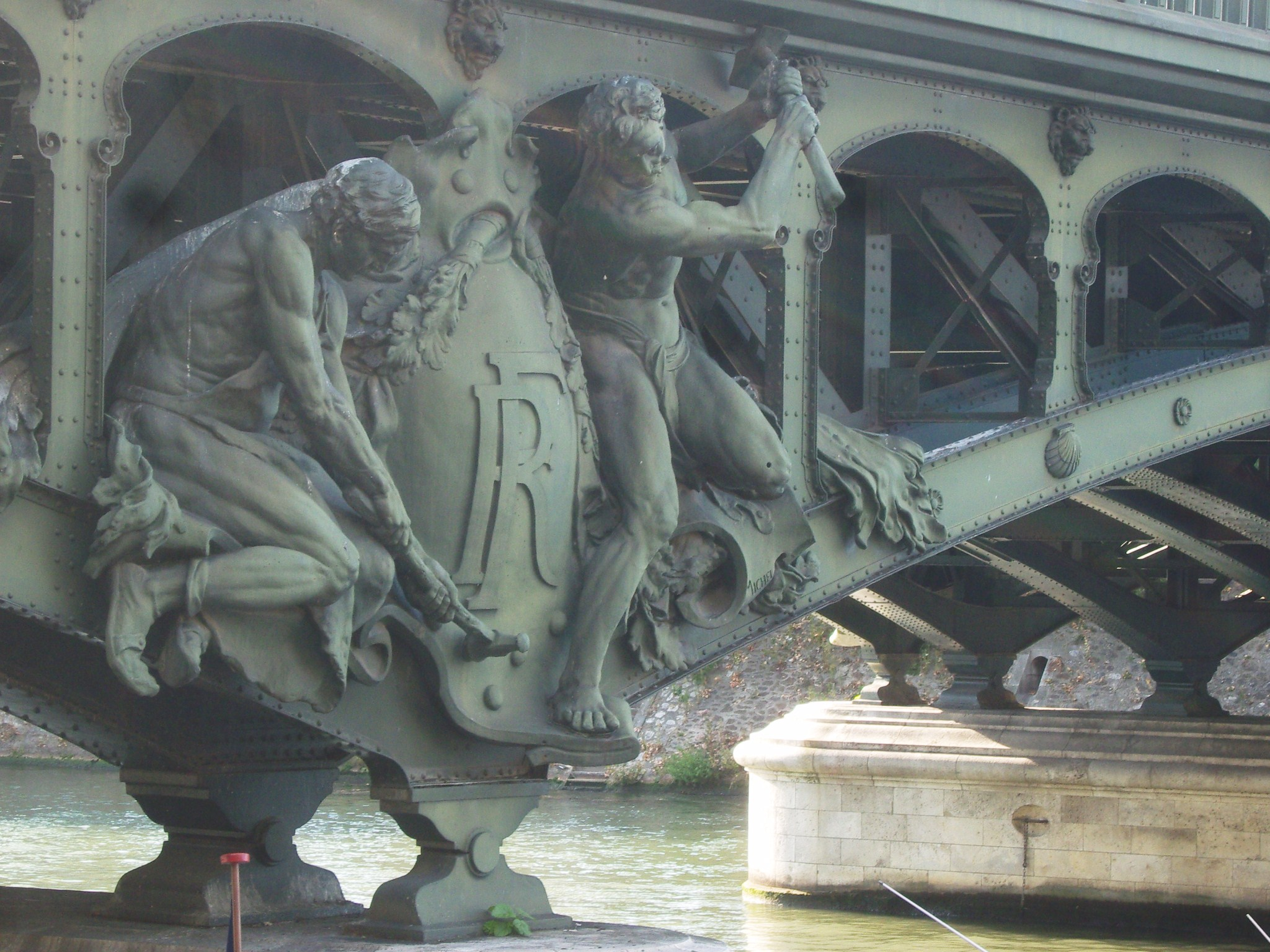
Paris 15e - pont de Bir-Hakeim - forgerons-riveurs

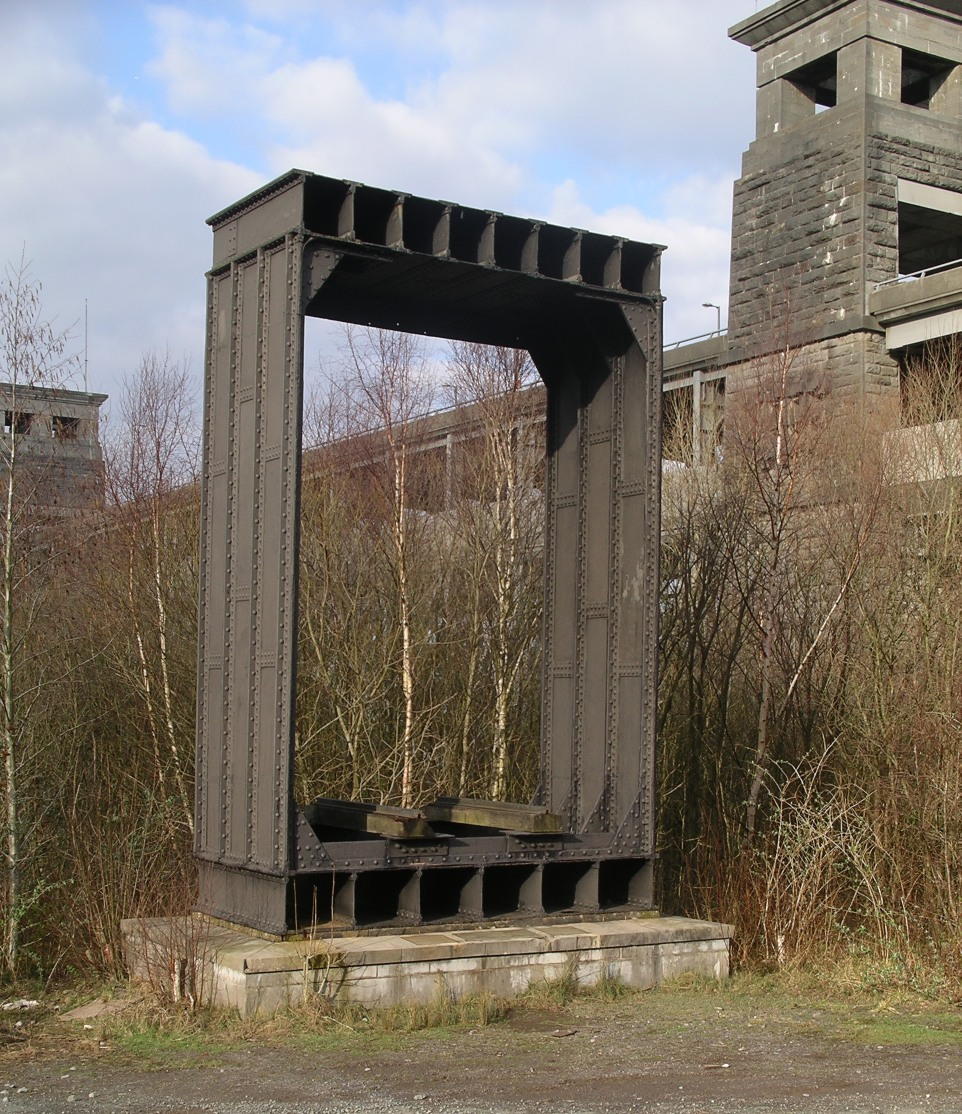
Pont Britannia. Un élément du tube original en fer forgé.

Le fer est employé à la traction pour les ponts suspendus, d'abord sous forme de chaînes, ensuite sous forme de câble de traction: Le pont suspendu de Menai par Thomas Telford, le pont de Fribourg par Joseph Chaley, le pont de Brooklyn par John Augustus Roebling.
Les ingénieurs Thomas Paine, Thomas Telford, John Rennie et John Urpeth Rastrick contribuent à faire évoluer le genre conduisant à des ponts de plus en plus légers, aux performance de plus en plus importantes.
Le « High Level Bridge » (1847 - 1849) est un grand pont en fer forgé, conçu par l'ingénieur Robert Stephenson, fils du pionnier des chemins de fer George Stephenson, dans le Nord-Est de l'Angleterre.
La construction du « pont du Forth » (1882 - 1890) près d'Édimbourg, un des premiers ponts cantilever, marque l'abandon du fer au profit de l'acier. Le pont Alexandre-III (1896-1900) à Paris, construit pour l'Exposition universelle de 1900, est l'un des premiers ponts français en acier.

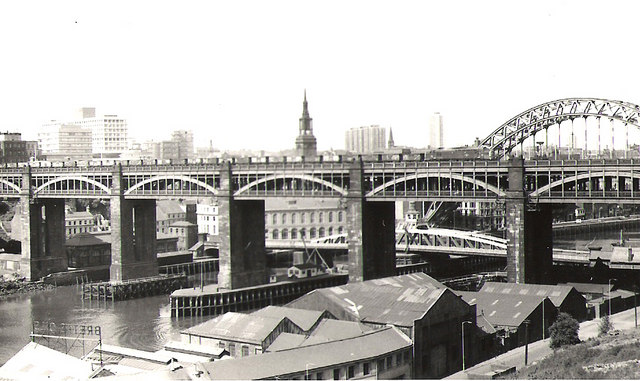
Robert Stephenson, High Level Bridge, 1847 - 1849. Fer forgé.
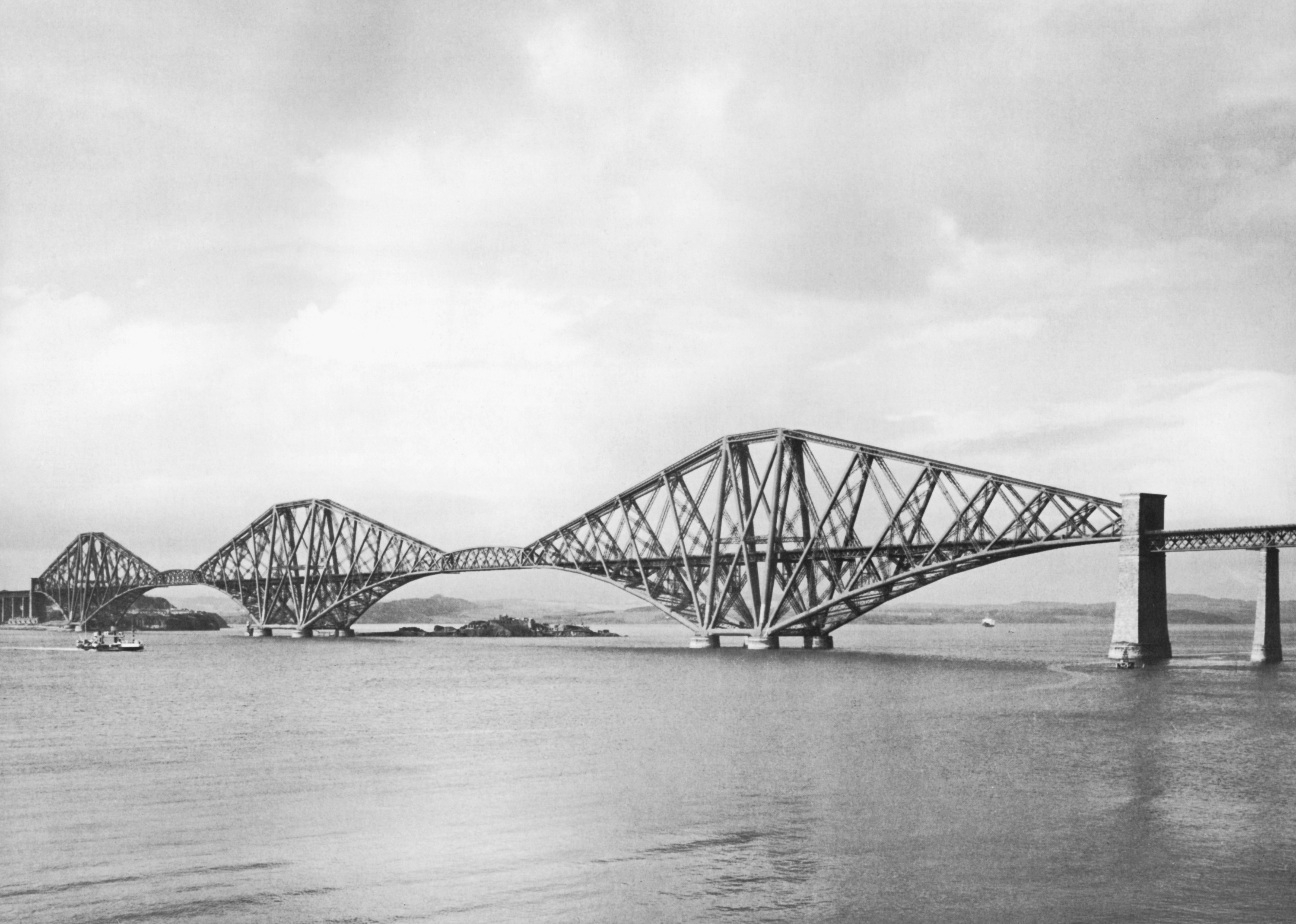
John Fowler et Benjamin Baker, Pont du Forth, 1890. acier
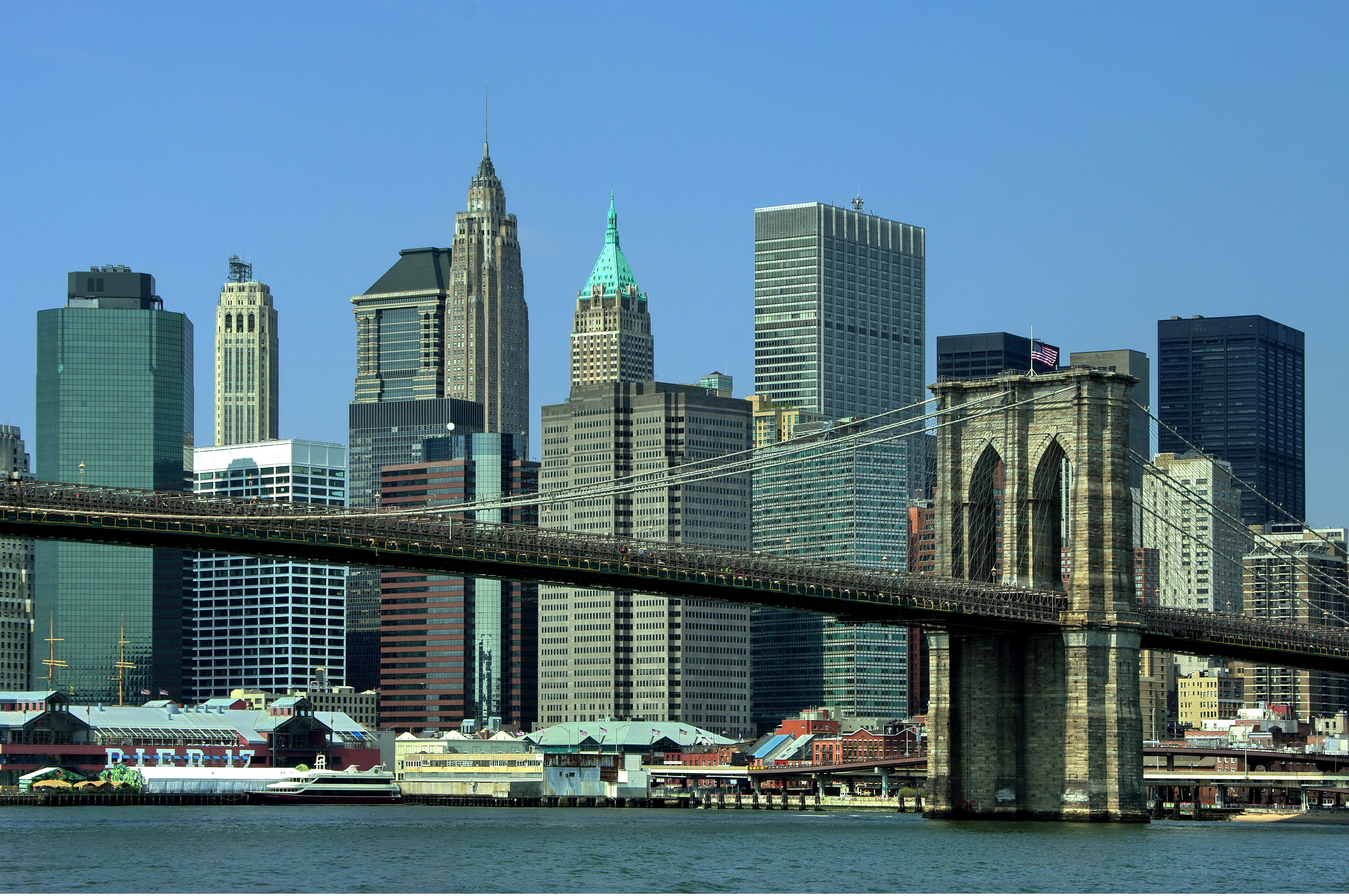
John Augustus Roebling, Pont de Brooklyn, 1883. Pont suspendu par câble.

### Les bâtiments
Le bâtiment n'est pas en reste. La filature de coton Philip & Lee par Boulton & Watt, est représentative du type hall industriel qui se développe à la révolution industrielle.
De manière élémentaire, une colonne en fonte se substitue facilement à une colonne en pierre. De la même manière, un rail en acier peut être détourné pour les poutres des plafonds. Des voussettes en brique viennent entre celles-ci pour compléter le plancher.
Palais d'exposition (le Crystal Palace par Joseph Paxton), serres (dans leurs prolongements, la véranda, la marquise, le bow-window, l'oriel marient le fer et le verre. Les halls de gare, associent deux espaces, l'un ouvert à la ville et projeté par l'architecte en matériaux lourds, l'autre, projeté par l'ingénieur et édifié en métal et en verre. Les halles de Paris, de Victor Baltard, les grands magasins Printemps, les Galeries Lafayette, d'autres exemples de cette architecture lumineuse qui se développe où l'ingénieur prend de plus en plus le pas sur l’architecte.
La chocolaterie Menier remplace la structure à pan de bois par une structure en acier apparente et remplissage en brique.

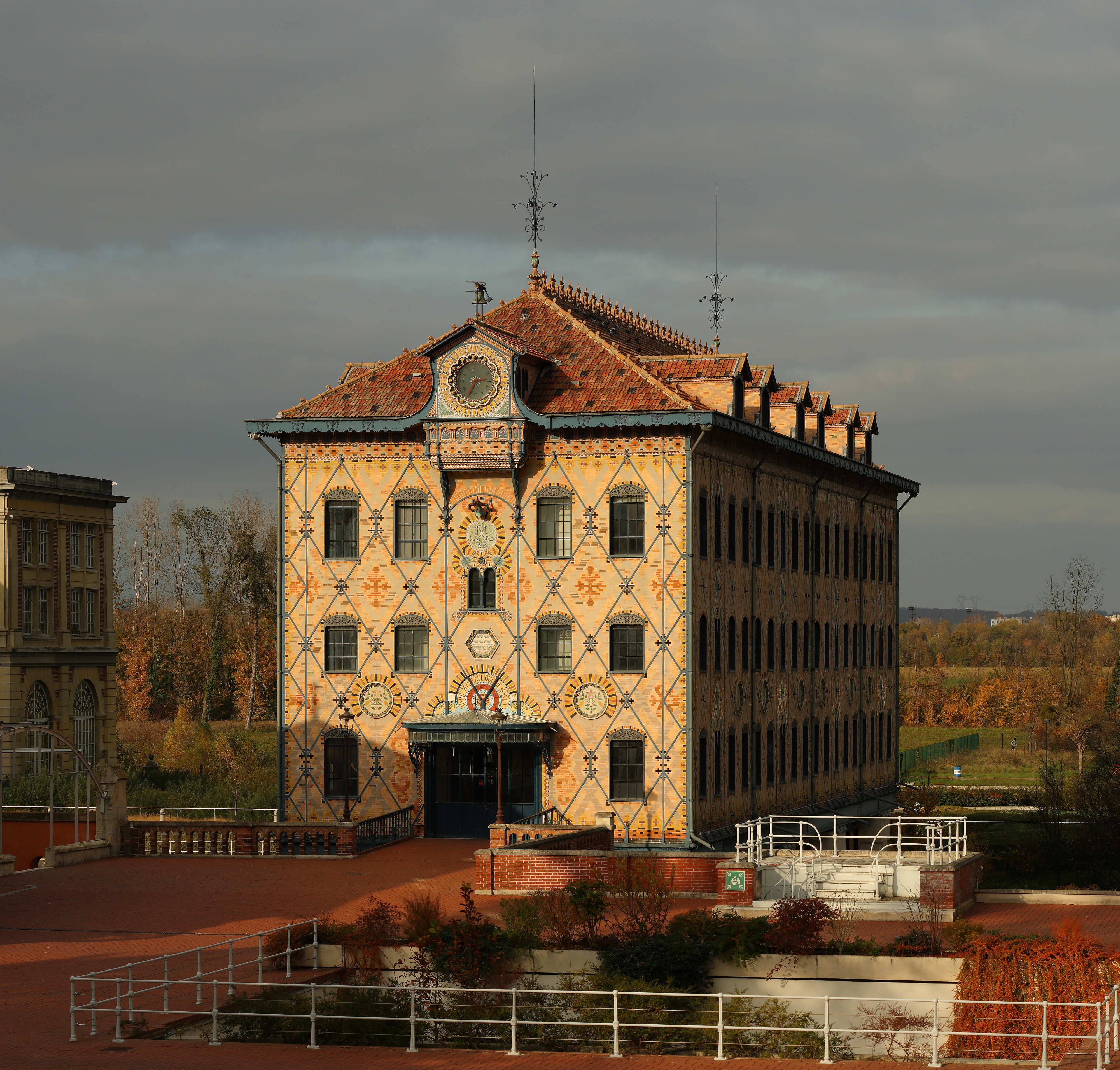
Jules Saulnier, Armand Moisant, chocolaterie Menier à Noisiel, 1872
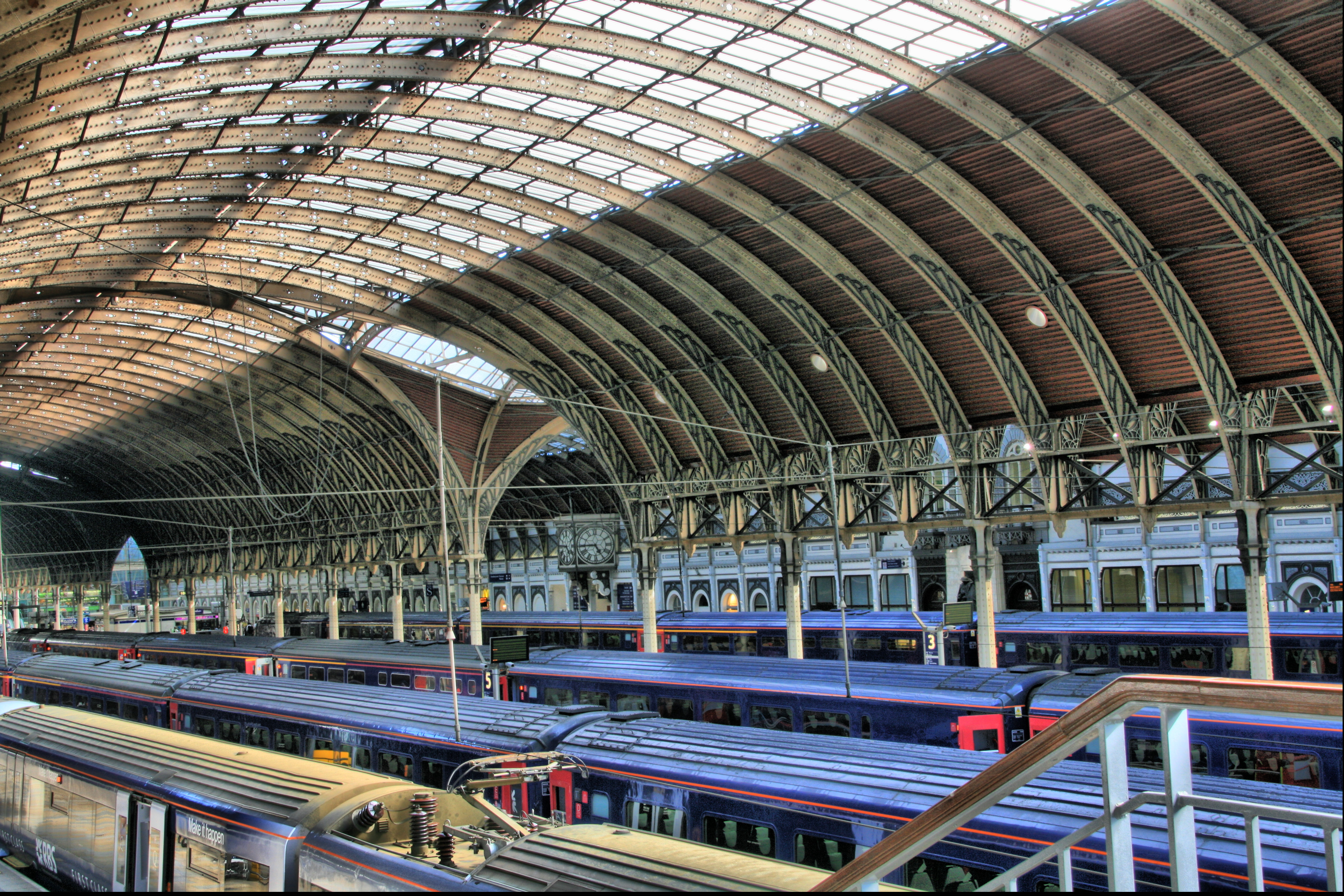
Isambard Kingdom Brunel, gare de Paddington, Londres, 1854
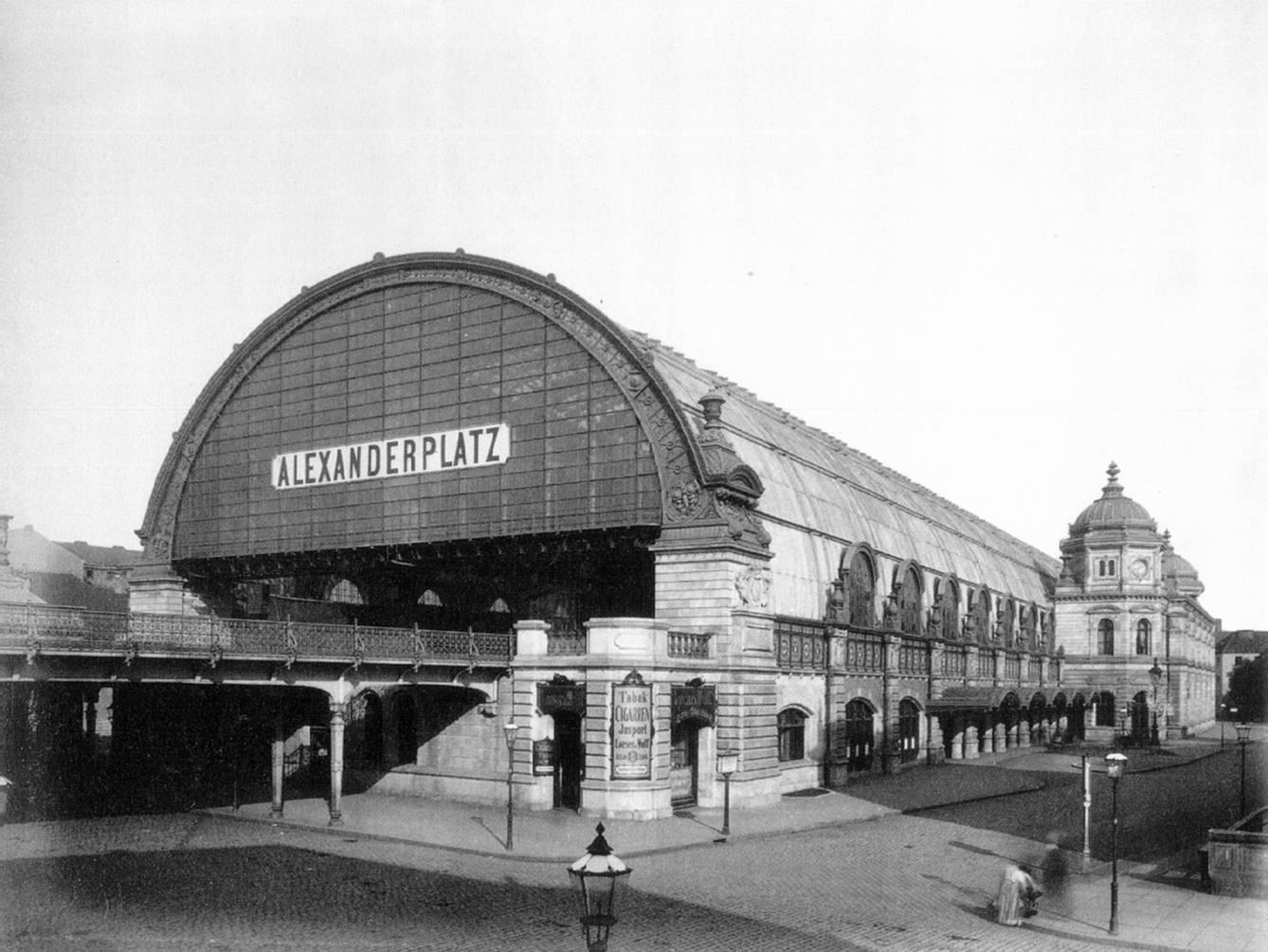
Johann Eduard Jacobsthal, gare de Berlin Alexanderplatz, 1885

### La valse des expositions universelles

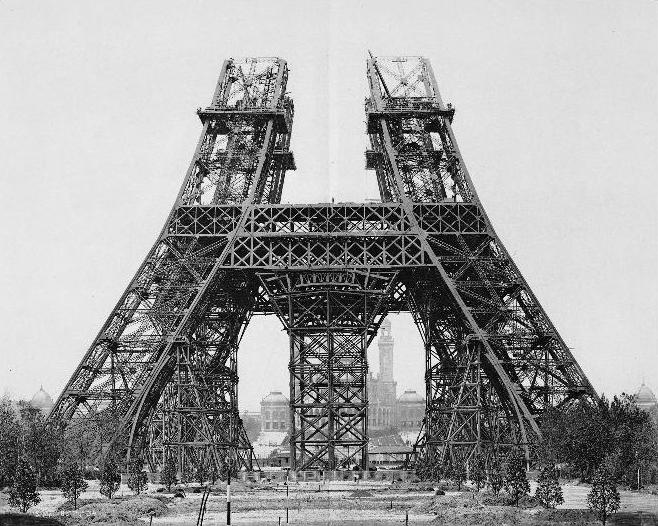
15 mai 1888 : tour Eiffel, montage des piliers au-dessus du premier étage

L'acier est l'occasion de prouesses techniques que les nations affichent dans les expositions universelles.
Le Crystal Palace en fonte et en verre, à l'Exposition universelle de 1851 à Hyde Park démontre à cette époque, la supériorité industrielle et technique du Royaume-Uni.
Il est suivi par le Crystal Palace de New York à l'Exposition universelle de 1853.
Pour l'Exposition universelle de Paris de 1889, Gustave Eiffel imagine une tour de 300 mètres de haut en acier, la tour Eiffel en fer forgé, à une époque où l'acier a déjà fait ses preuves.
Pour l'Exposition universelle de 1893 à Chicago la première grande roue est inaugurée, censée concurrencer la prouesse de la tour Eiffel.

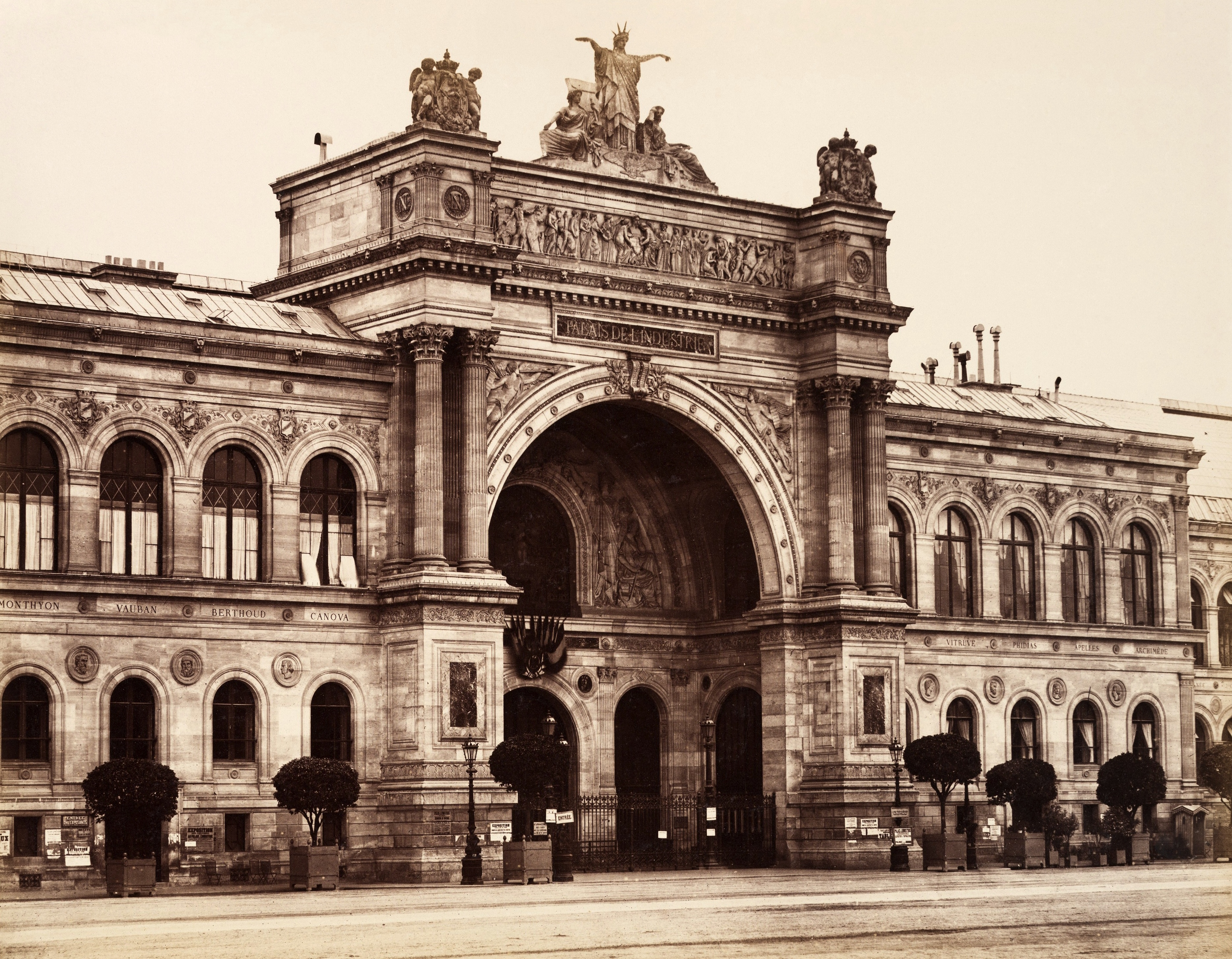
Palais de l'Industrie, Exposition universelle de 1855, Paris. La structure est en acier mais est cachée par une façade en pierre naturelle
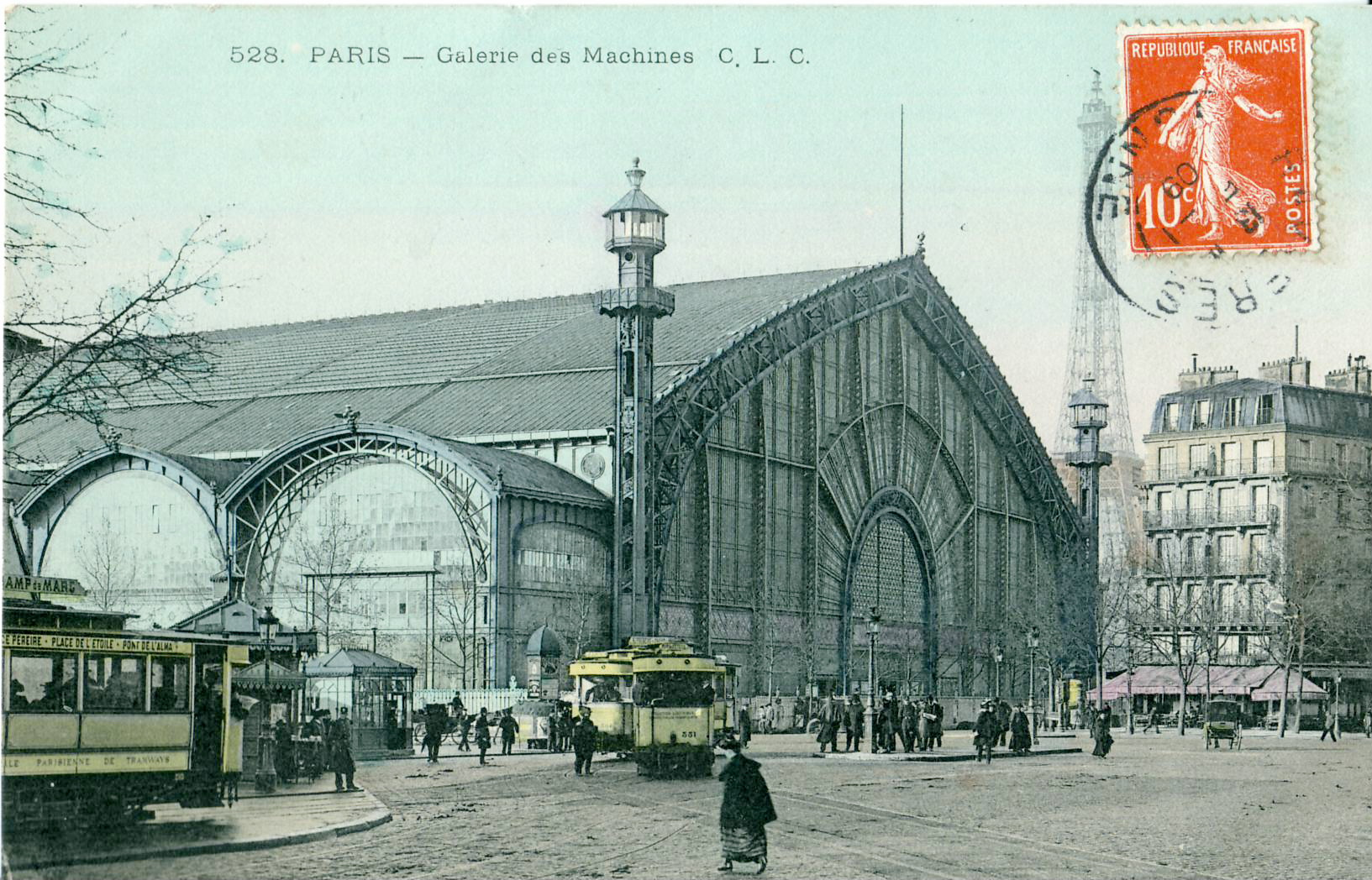
La galerie des Machines, Exposition universelle de Paris de 1889 côtoie la tour Eiffel, construite pour l'occasion.
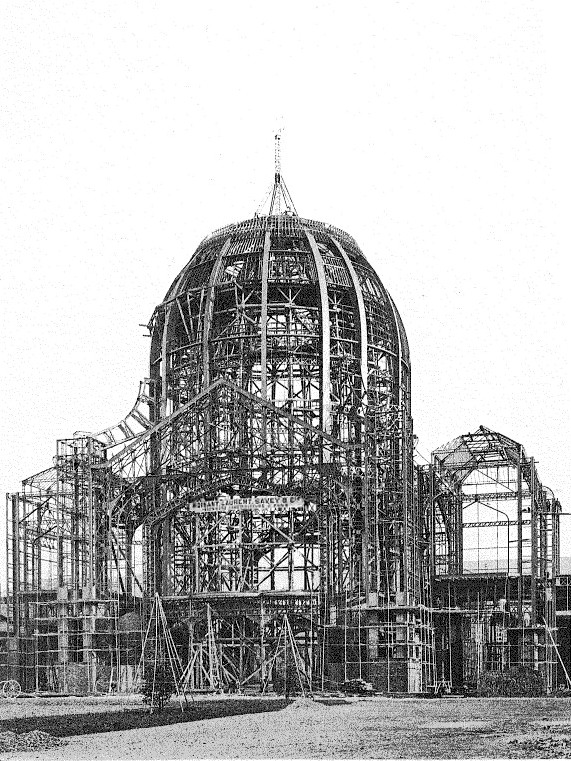
exposition universelle de Paris de 1889, Armand Moisant, structure du Dôme Central
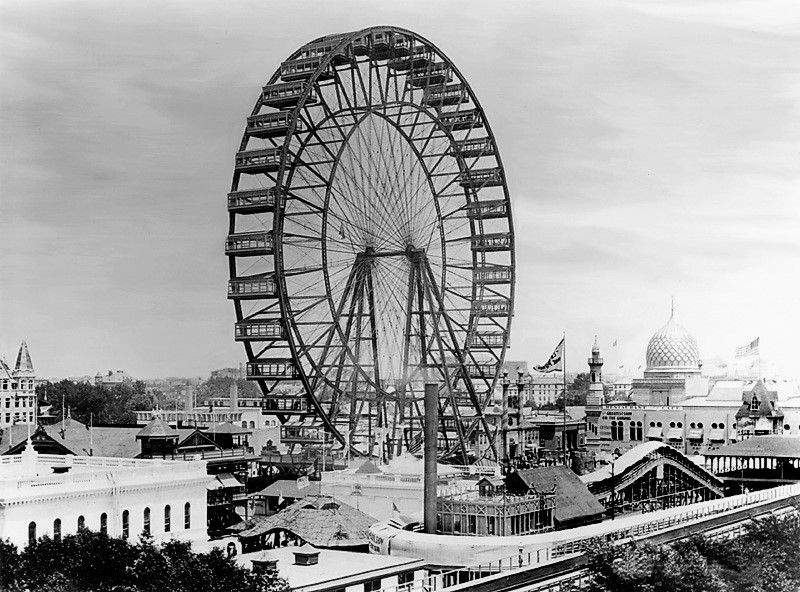
La première grande roue fabriquée à l'occasion de l'Exposition universelle de 1893 à Chicago par George Washington Gale Ferris fils. Elle était censée surpasser la prouesse technique de la tour Eiffel

### Les ascenseurs à bateau
Les ascenseurs à bateaux sont la nouvelle prouesse réalisée par les ateliers de construction métallique. L'ascenseur à bateaux d'Anderton est le plus ancien ascenseur à bateaux au monde, construit en 1875.

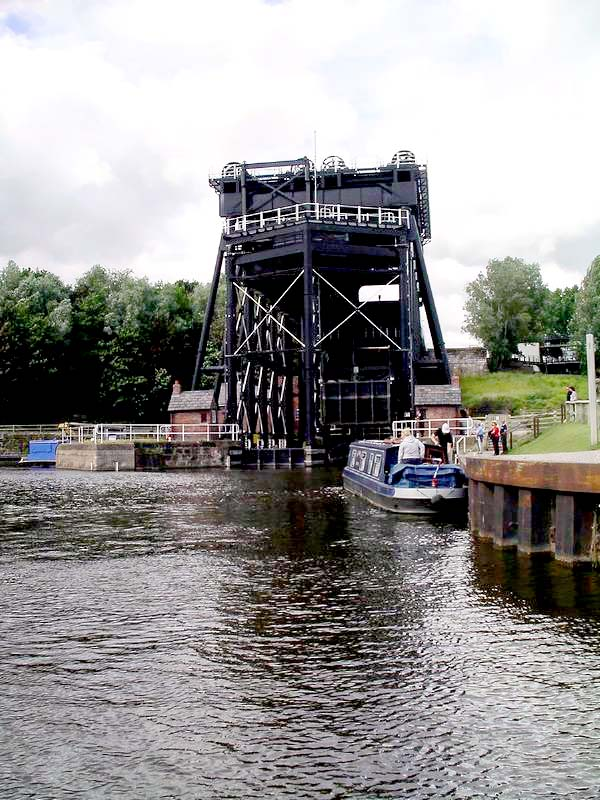
L'ascenseur à bateaux d'Anderton, 1875
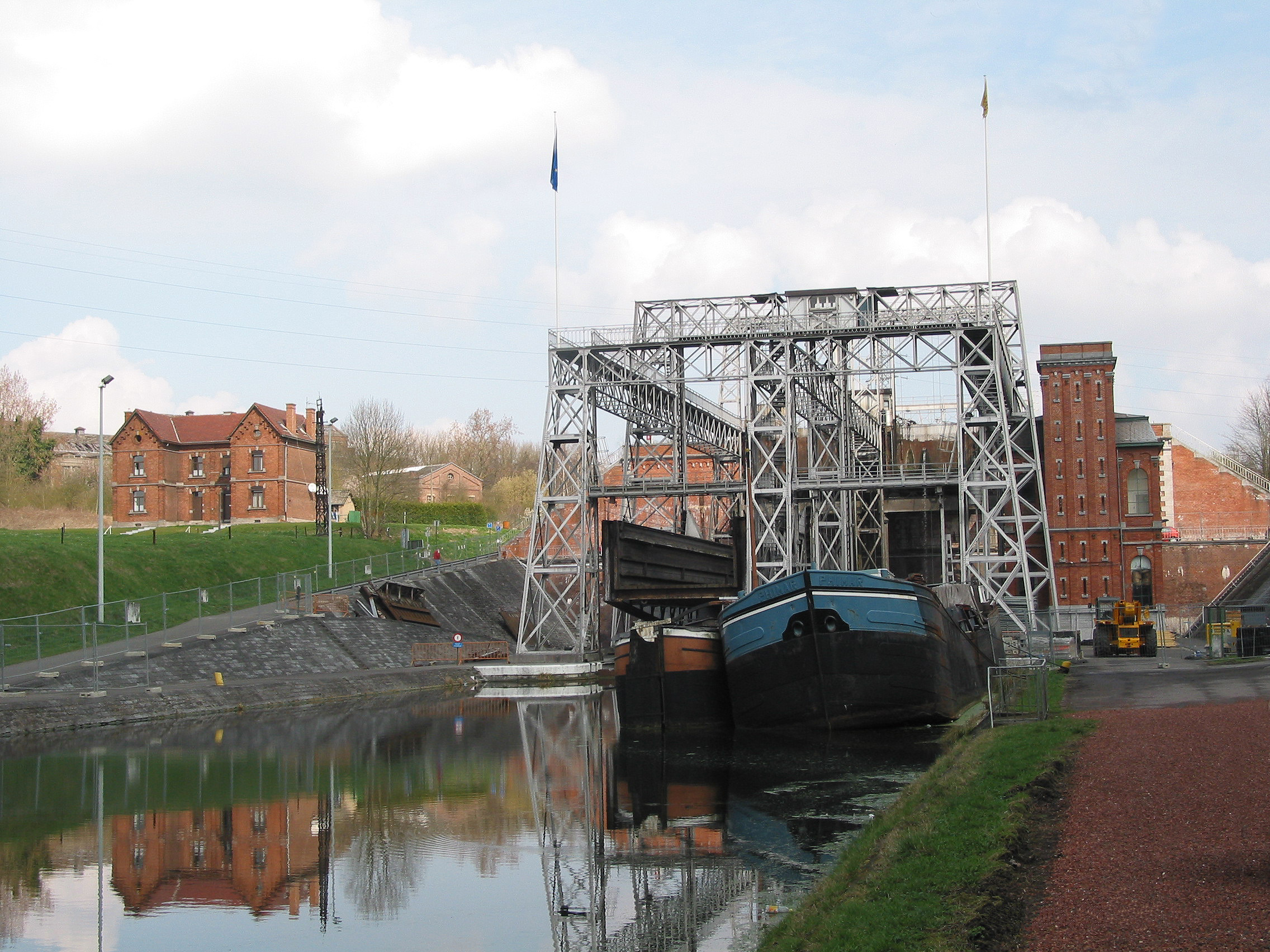
Ascenseurs à bateaux du Canal du Centre, Belgique, 1888

## L'acier

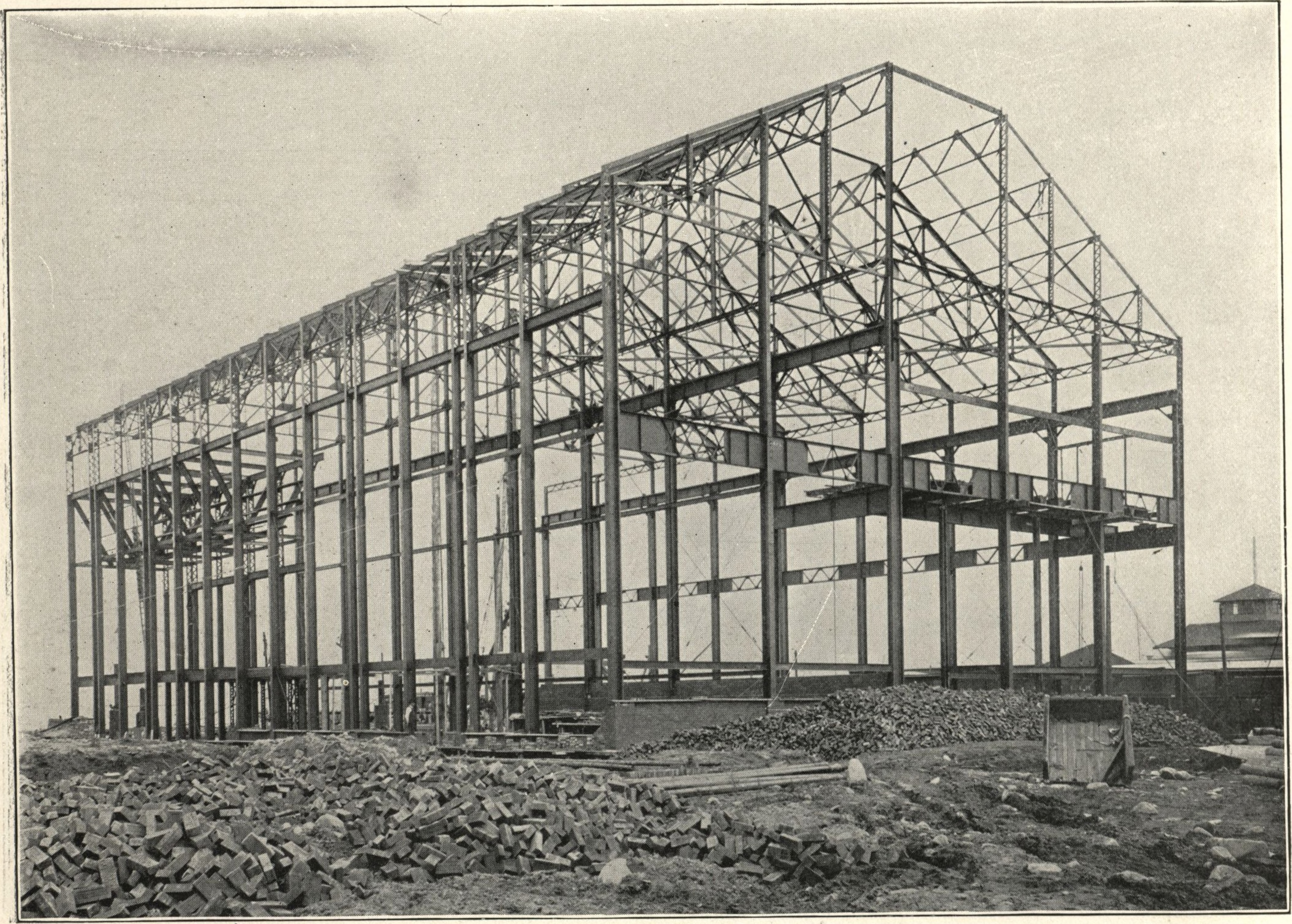
Catalogue Milliken Brothers, Spracue Electric Co.s Machine Shop, Watsessing, 1901.

L'acier s'obtient par réduction du carbone à moins de 2 %. Cette opération est réalisée en brûlant les impuretés de la fonte en fusion. Le principe en est découvert par Henry Bessemer en 1856. Les ingénieurs Pierre-Émile Martin, Sidney Gilchrist Thomas améliorent encore la qualité des aciers produits.
Il n'y a pas un acier mais des aciers. On peut faire varier les propriétés mécanique d'un acier, par ajustement du taux de carbone ou ses propriétés de résistance à la corrosion par addition d'éléments : fer, carbone, chrome, nickel - l'acier inoxydable.

L'ossature en acier est une technique de construction avec une ossature de colonnes verticales en acier et de poutrelles en I horizontales, construites selon une grille rectangulaire pour supporter les planchers, le toit et les murs d'un bâtiment qui sont tous attachés à l'ossature. Le développement de cette technique a rendu possible la construction du gratte-ciel.

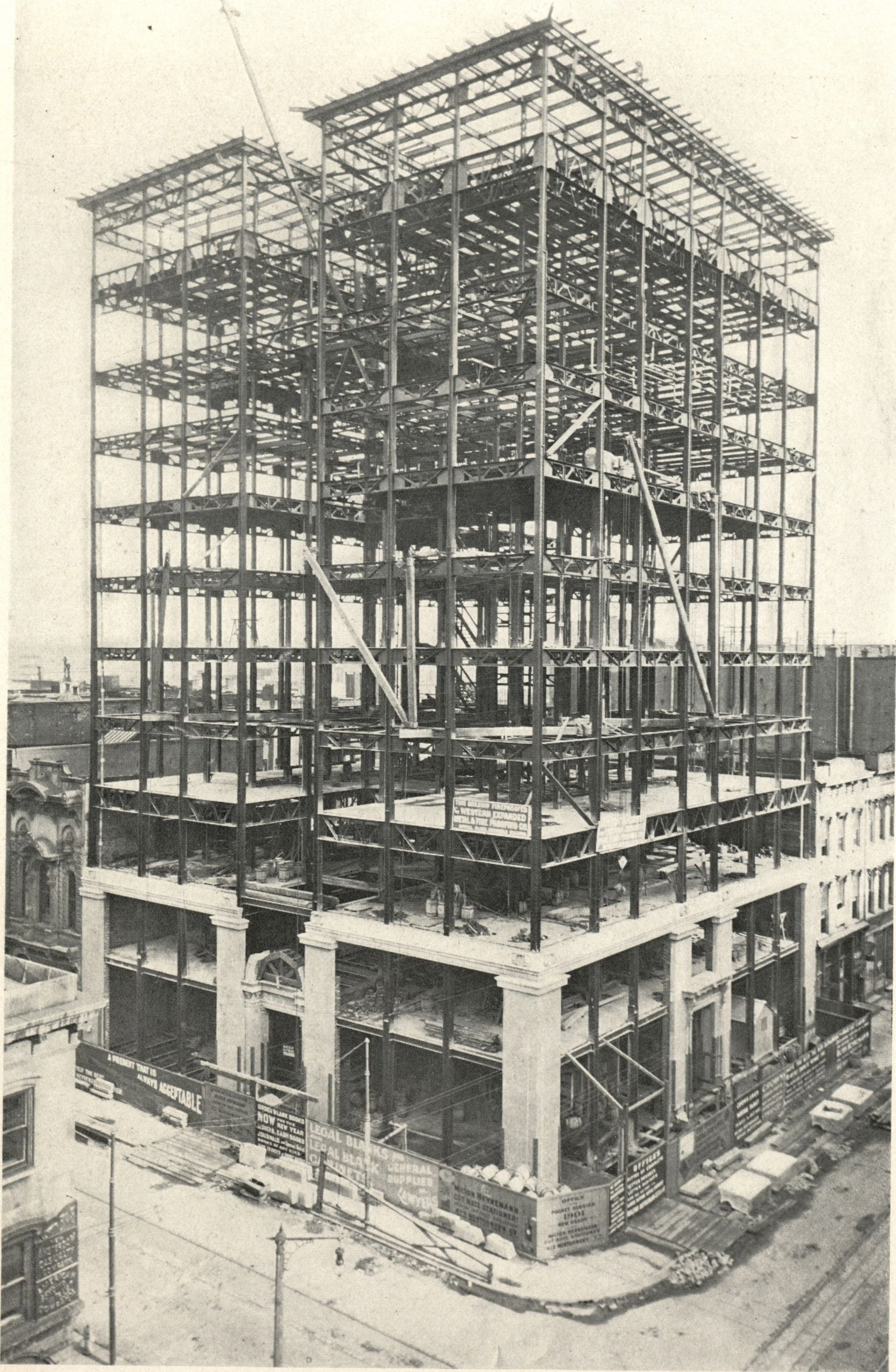
. Midtown, 1898. Catalogue Milliken Brothers. New York, 1901

L'utilisation de l'acier en remplacement du fer à des fins structurelles a d'abord été lente. Le premier bâtiment à ossature de fer, Ditherington Flax Mill (en), avait été construit en 1797, mais ce n'est qu'avec le développement du procédé Bessemer en 1855 que la production d'acier a été rendue suffisamment efficace pour que l'acier soit un matériau largement utilisé. Des aciers bon marché, qui avaient des résistances à la traction et à la compression élevées et une bonne ductilité, étaient disponibles à partir de 1870 environ, mais le fer forgé et la fonte ont continué à satisfaire la majeure partie de la demande de produits de construction à base de fer, principalement en raison des problèmes de production d'acier à partir de minerais alcalins. Ces problèmes, causés principalement par la présence de phosphore, ont été résolus par Sidney Gilchrist Thomas en 1879.
Ce n'est qu'en 1880 qu'une ère de construction basée sur un acier doux fiable a commencé. À cette date, la qualité des produits en aciers était devenue raisonnablement constante.
Le Home Insurance Building à Chicago, achevé en 1885, a été le premier à utiliser une construction à ossature, supprimant complètement la fonction porteuse de son revêtement en maçonnerie. Dans ce cas, les colonnes en fer sont simplement encastrées dans les murs et leur capacité de charge semble être secondaire par rapport à la capacité de la maçonnerie, en particulier pour les charges de vent. Aux États-Unis, le premier bâtiment à ossature d'acier fut le Rand McNally Building (en) à Chicago, érigé en 1890.

Le Royal Insurance Building de Liverpool conçu par James Francis Doyle (en) en 1895 (érigé de 1896 à 1903) a été le premier à utiliser une charpente en acier au Royaume-Uni.

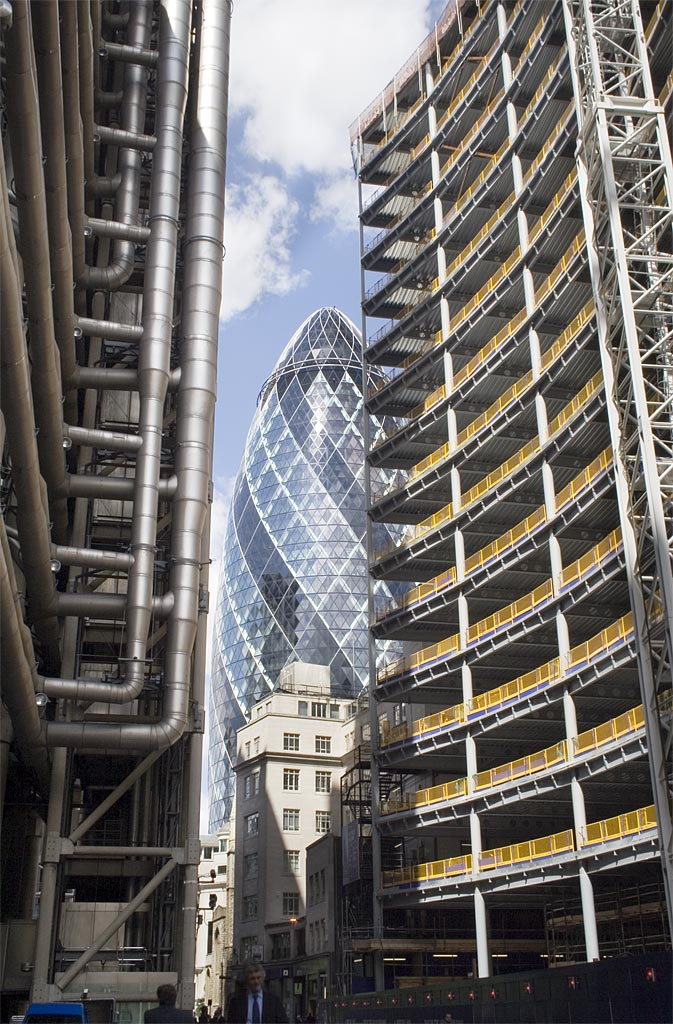
Ossature en acier rectangulaire, ou « charpente périmétrique » du bâtiment Willis (à droite) contrastain avec la charpente diagrille du 30 St Mary Axe, à Londres.

Le profil en acier laminé, ou section transversale des colonnes en acier, prend la forme de la lettre " I ". Les deux ailes larges d'un poteau sont plus épaisses et plus larges que les semelles d'une poutre, afin de mieux résister aux contraintes de compression (en) dans la structure. Des sections tubulaires carrées et rondes en acier peuvent également être utilisées, souvent remplies de béton. Les poutres en acier sont reliées aux colonnes par des boulons et des attaches filetées, et historiquement reliées par des rivets. L'âme de la poutre en I en acier est souvent plus large qu'une âme de colonne pour résister aux moments de flexion plus élevés qui se produisent dans les poutres.
La charpente doit être protégée du feu car l'acier se ramollit à haute température ce qui peut entraîner l'effondrement partiel du bâtiment. Pour les colonnes, cela se fait généralement en les enfermant dans une forme de structure résistante au feu telle que maçonnerie, béton ou plaques de plâtre. Les poutres peuvent être encastrées dans du béton, enveloppées dans des plaques de plâtre, ou recouvertes d'un revêtement pour les isoler de la chaleur du feu; ou elles peuvent être protégées par une construction de plafond résistant au feu. L'amiante était un matériau populaire pour l'ignifugation des structures en acier jusqu'au début des années 1970, avant que les risques pour la santé des fibres d'amiante ne soient pleinement compris.
La « peau »extérieure du bâtiment est ancrée à la charpente en utilisant une variété de techniques de construction et en suivant une grande variété de styles architecturaux. Des briques, de la pierre, du béton armé, du verre architectural (en), de la tôle ou simplement de la peinture, ont été utilisés pour recouvrir l'ossature, afin de protéger l'acier des intempéries.

L'acier subira par la suite la concurrence du béton armé.

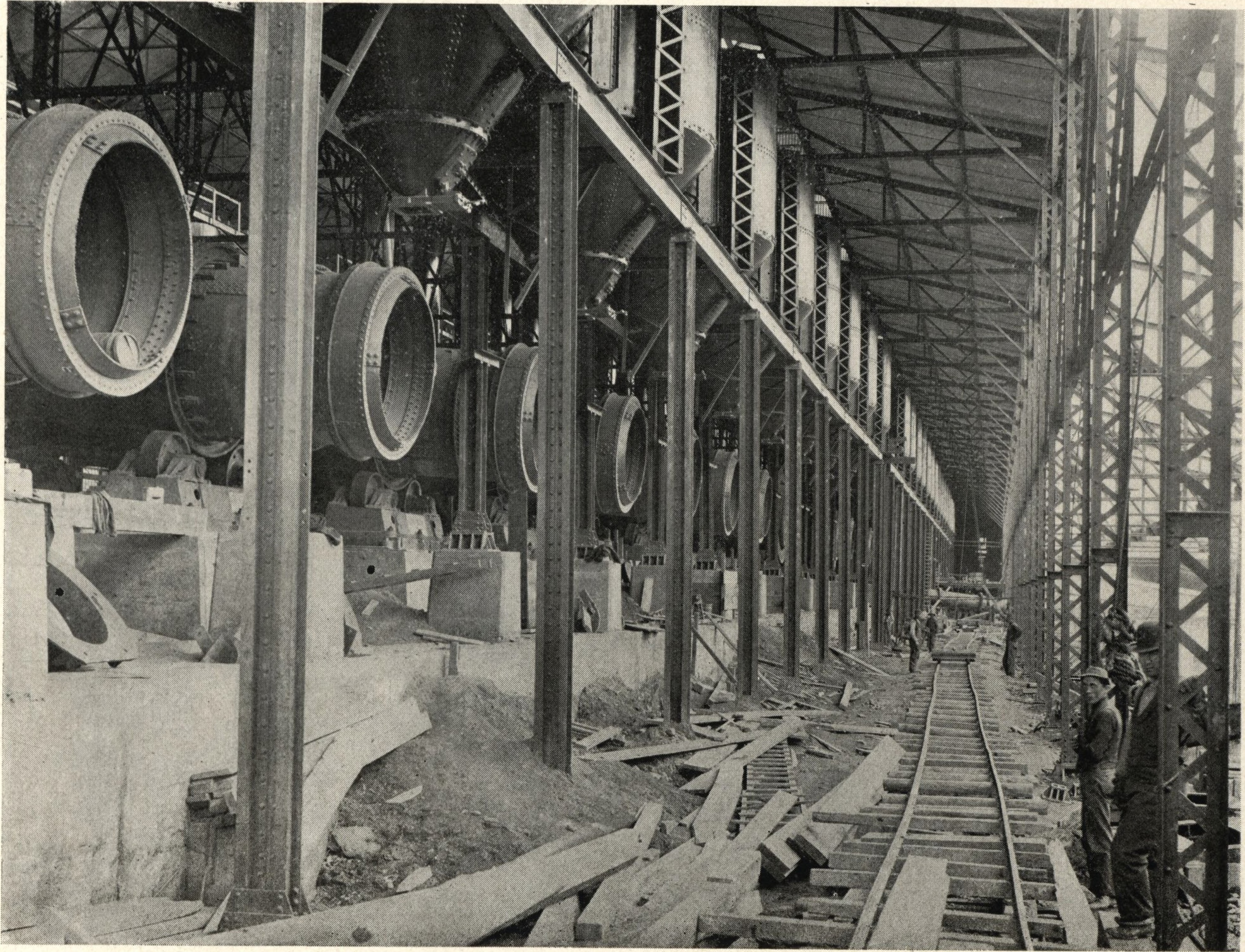
Catalogue Milliken Brothers, 1901. Atlas Cement Works, Northampton, Pa

### Les gratte-ciel américains
L'acier, plus résistant à la flexion et à la traction, autorise le développement des immeubles de grande hauteur, les gratte-ciel, basé sur une ossature en acier, d'abord  dissimulée derrière une peau en pierre (Empire State Building, Rockefeller Center) ensuite exprimée en acier comme élément architectural à part entière. Ludwig Mies van der Rohe est le premier à afficher la structure en acier dans ses projets d'acier et de verre. Les pionniers de cette nouvelle architecture seront École de Chicago), William Le Baron Jenney en tête.
L'Exposition universelle de 1853 à New York est l'occasion pour Elisha Otis de présenter un ascenseur équipé d'un dispositif de sécurité qui s'actionnait automatiquement si le câble de levage devait éclater. Cette invention répond à une préoccupation majeure du grand public concernant la sécurité de ce nouveau mode de transport vertical. Le gratte-ciel, naît aux États-Unis vers la fin du XIXe siècle. La reconstruction de Chicago après le grand incendie de 1871 permet l’émergence d’une nouvelle approche de la construction d’immeubles afin de réduire les coûts liés à l’augmentation du prix des terrains. L'acier y prend une place essentielle, mais aussi le verre. L'École de Chicago est un mouvement architectural et urbanistique marqué par la construction rationnelle et utilitaire de bureaux, de grands magasins, d'usines, d'appartements et de gares. Il généralisa l'utilisation de l'acier dans la construction des gratte-ciel.

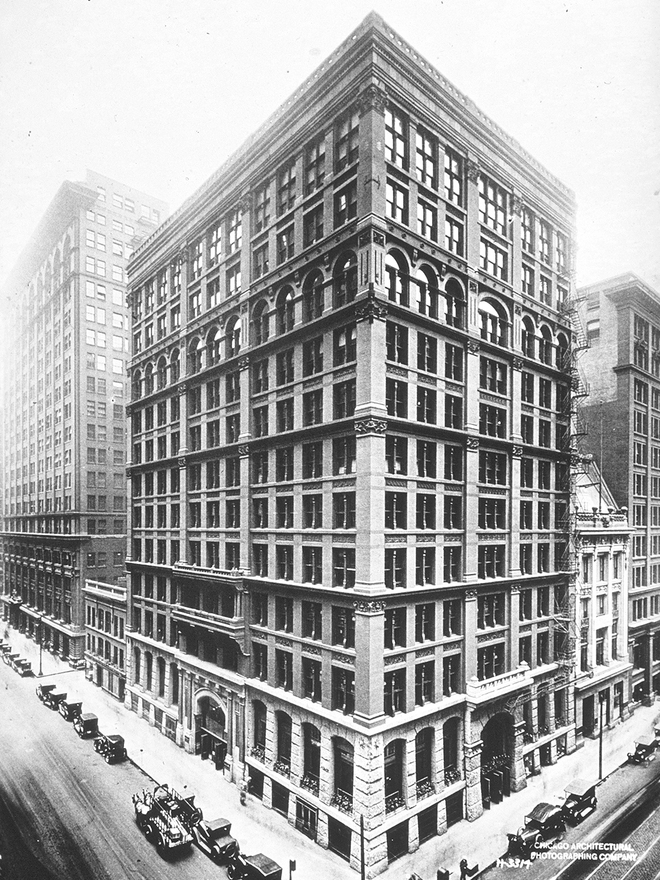
William Le Baron Jenney, Home Insurance Building, Chicago, 1885
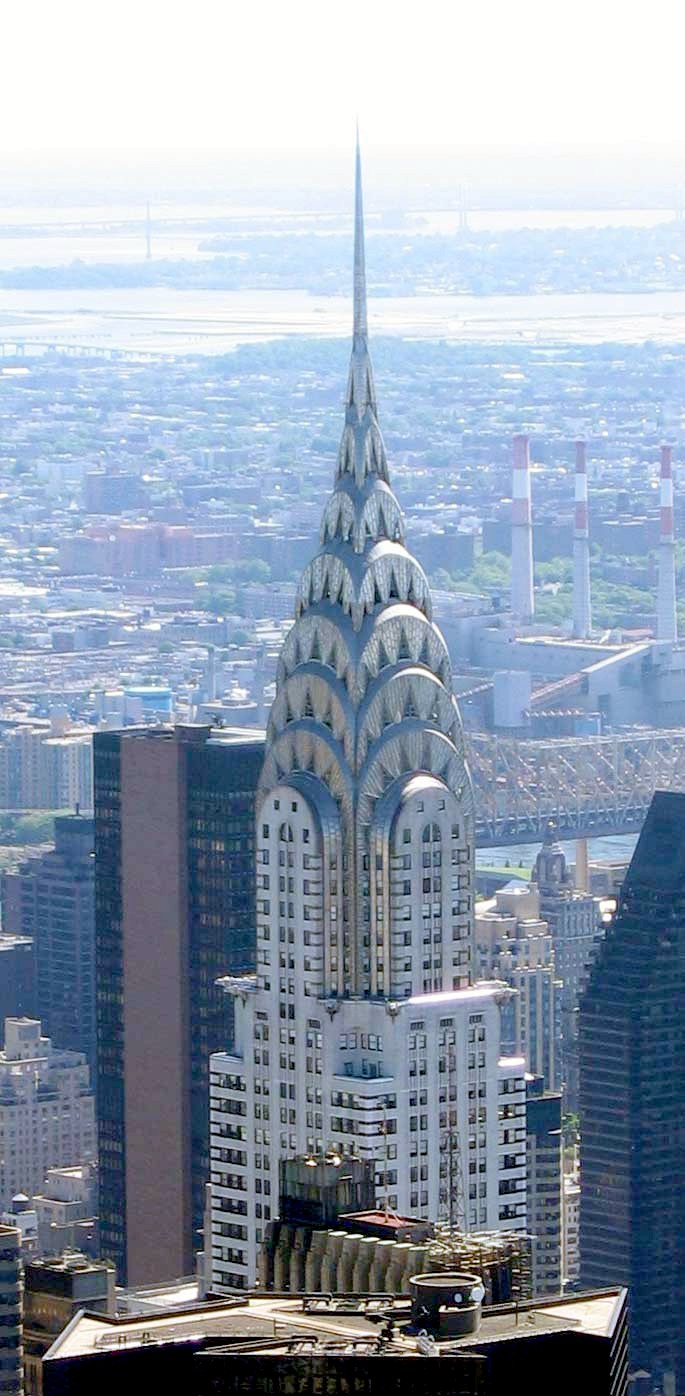
William Van Alen - Chrysler Building - 1928-1930
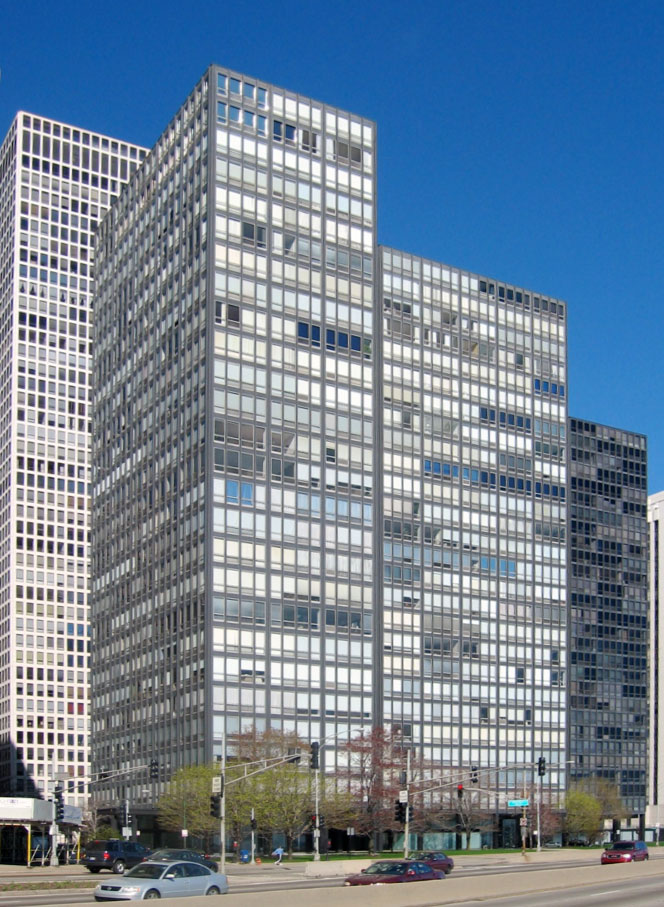
Ludwig Mies van der Rohe, Appartements 860 et 880 Lake Shore Drive, Chicago -1951

### Le métal dans les bétons

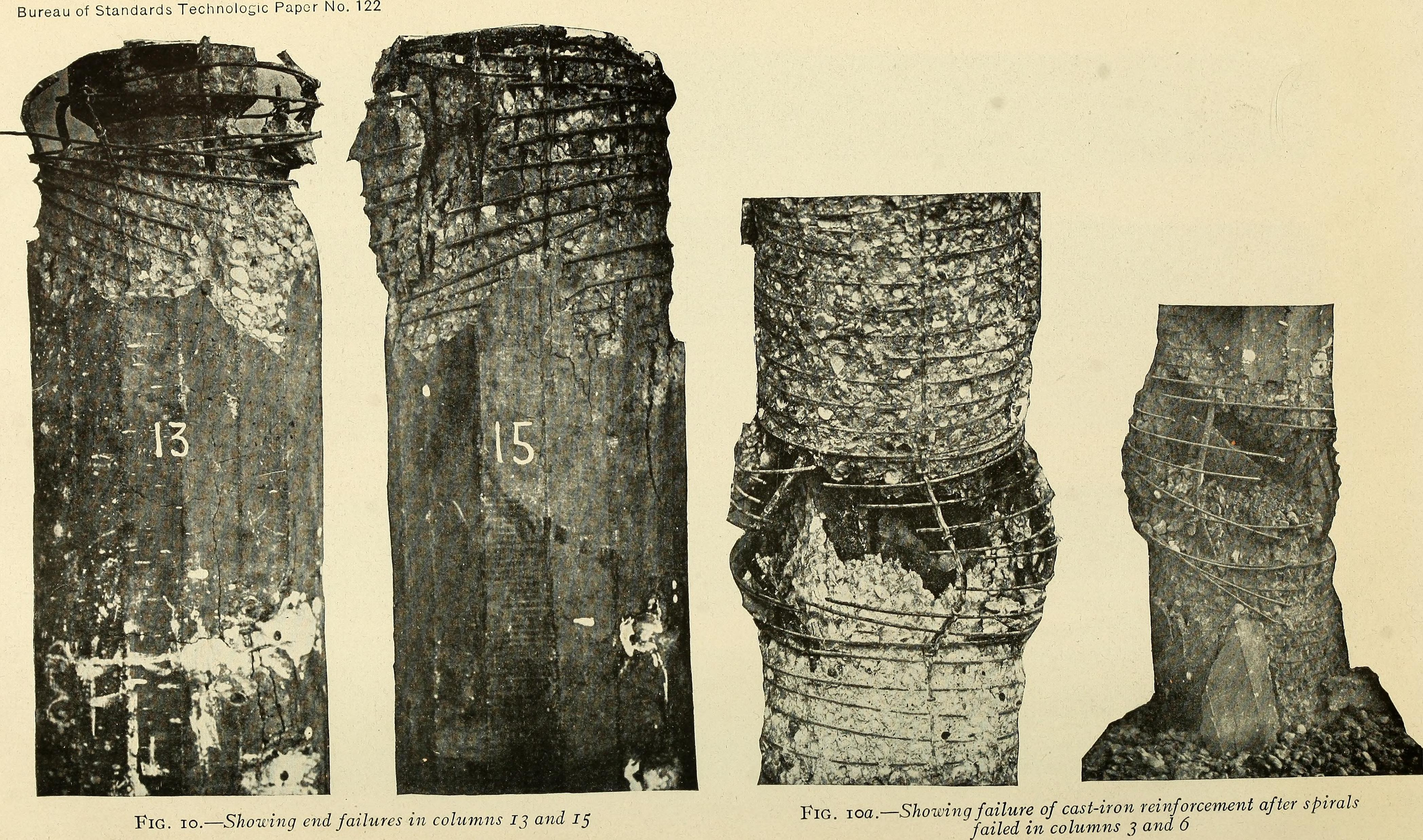
Essais de dix-huit colonnes de béton renforcées avec de la fonte. 1919

## L'aluminium

### Des aéronefs et des aérostats
L’aluminium choisi pour sa légèreté, est employé comme charpente les avions et les dirigeables.

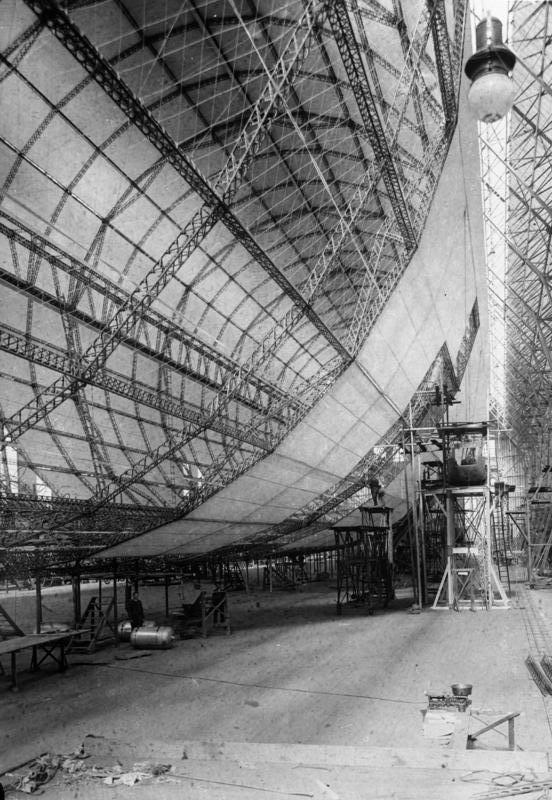
Zeppelin en construction, 1928
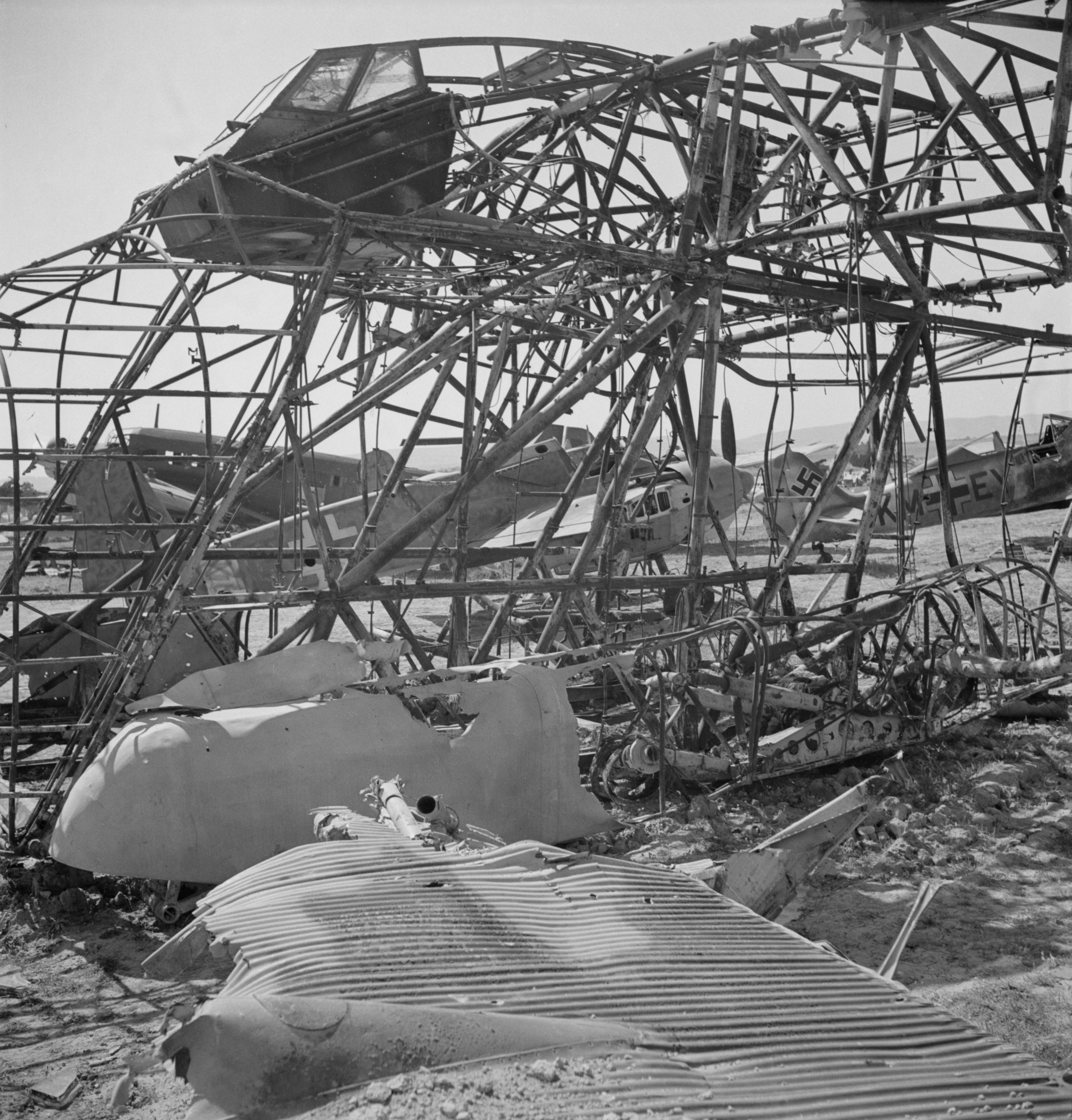
La carcasse en aluminium d'un Junkers Ju 52

## Avancées techniques
(avril 2016).
- En 1859, William Rankine dans son Manual of civil engineering, sur base de l'expérience acquise dans la construction en bois, établit les bases de la théorie de l'élasticité et les règles permettant à l'ingénieur de dimensionner les structures directement sur la planche à dessin de même que de déterminer la résistance des rivets. Il devient alors possible de calculer les ossatures porteuses les plus simples.
- Henri Navier établit les premières règles de calcul des ponts suspendu.
- Le pont Britannia par Robert Stephenson emploie des poutres à caisson en tôles rivetées.
- Antoine-Rémy Polonceau crée la poutre mixte
- Caleb Pratt et Thomas Willis Pratt développent la poutre en treillis
- Squire Whipple développe le Bowstring.
- L'ingénieur civil et le bureau de technique spéciale voient le jour[6].
- La soudure se substitue aux rivets. Dans les années 1930, le soudage modifie de manière fondamentale les techniques de fabrication. « La stabilité ne doit plus être assurée par des angles résistant à la flexion, ni par des renforts diagonaux, mais débouche sur le principe de la construction en cadres qui, par la suite, va fortement influencer l'architecture. Le principe de calcul ne tient plus compte de la seule théorie de l'élasticité, mais aussi celle de la plasticité[1]. »
- En 1837, la ferme Polonceau par Camille Polonceau, transforme la manière de concevoir un espace couvert.
- En 1902, la poutre Virenddeel par Arthur Vierendeel, transforme la manière de concevoir un pont (Pont Vierendeel)
- Vers 1930 l'acier Corten.

La construction est en perpétuelle recherche de nouveauté. Dans le domaine des façades, Jean Prouvé, serrurier d'art de formation, explore les possibilités des tôles métalliques. Avec le Centre Georges-Pompidou, le bâtiment devient une machine. On explore encore les possibilités d'autres matériaux, l'acier inoxydable (Lake Shore Drive), le bronze, le titane (Musée Guggenheim de Bilbao), etc. Des techniques de collage se développent également[réf. nécessaire].

## Caractérisation des métaux
(avril 2016).
- Densité
- Module d'élasticité
- Capacité thermique spécifique
- Coefficient de dilatation thermique
- conductibilité
- potentiel normal V
- Conductibilité électrique
- Caractéristique des corrosions